# Backsteinexpressionismus in Hannover

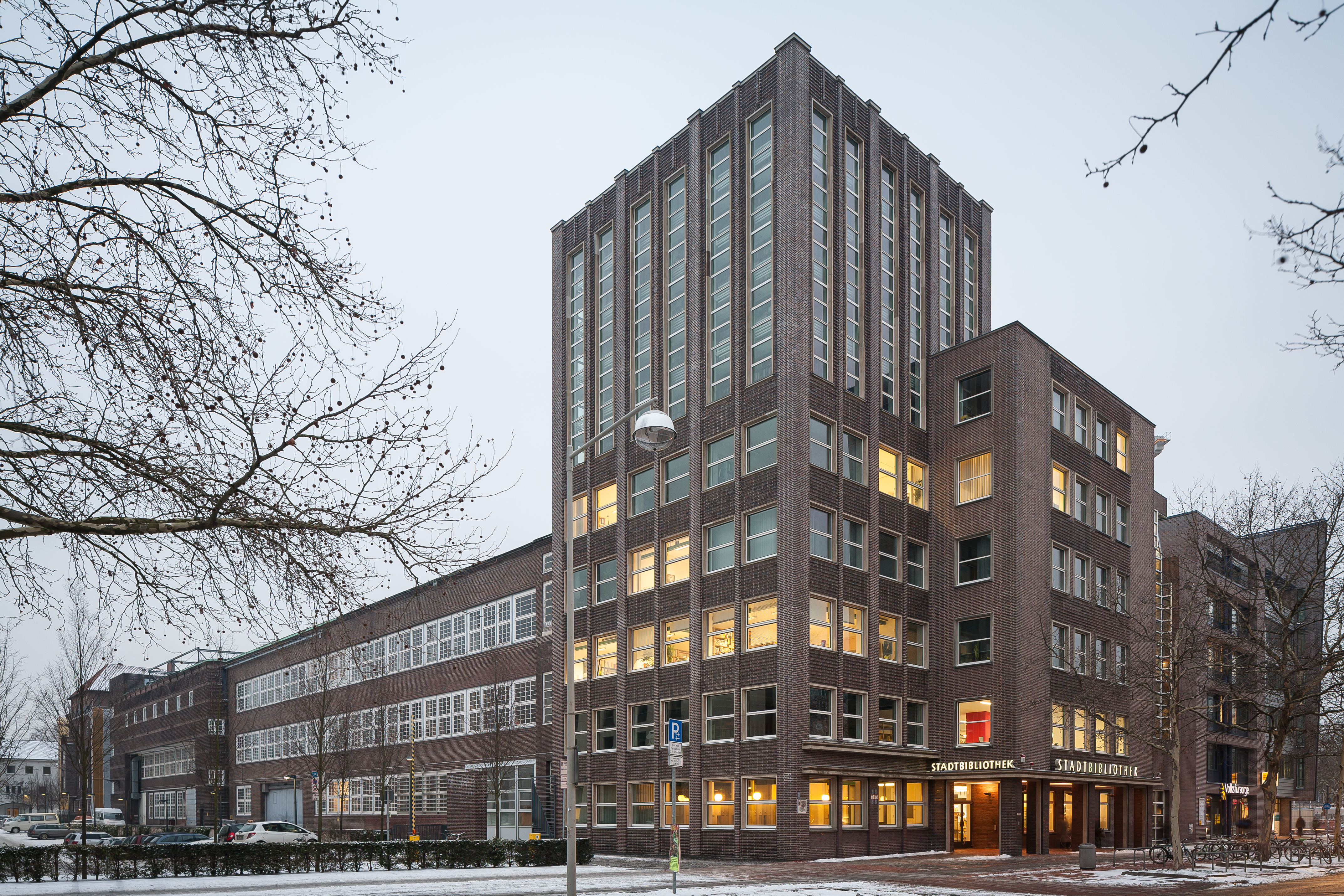
Die Stadtbibliothek als typischer Vertreter des Backsteinexpressionismus in Hannover

In den 1920er Jahren entstanden zahlreiche Gebäude im Stile des Backsteinexpressionismus in Hannover. Neben repräsentativen Büro- und Fabrikgebäuden wurden viele und teils ausgedehnte Wohnanlagen errichtet. So stammen große Teile der Südstadt aus dieser Zeit. In Hannover wirkten unter anderem die Architekten Karl Elkart, Fritz Höger, Hans Poelzig und Friedrich Hartjenstein.

## Geschichte und Merkmale

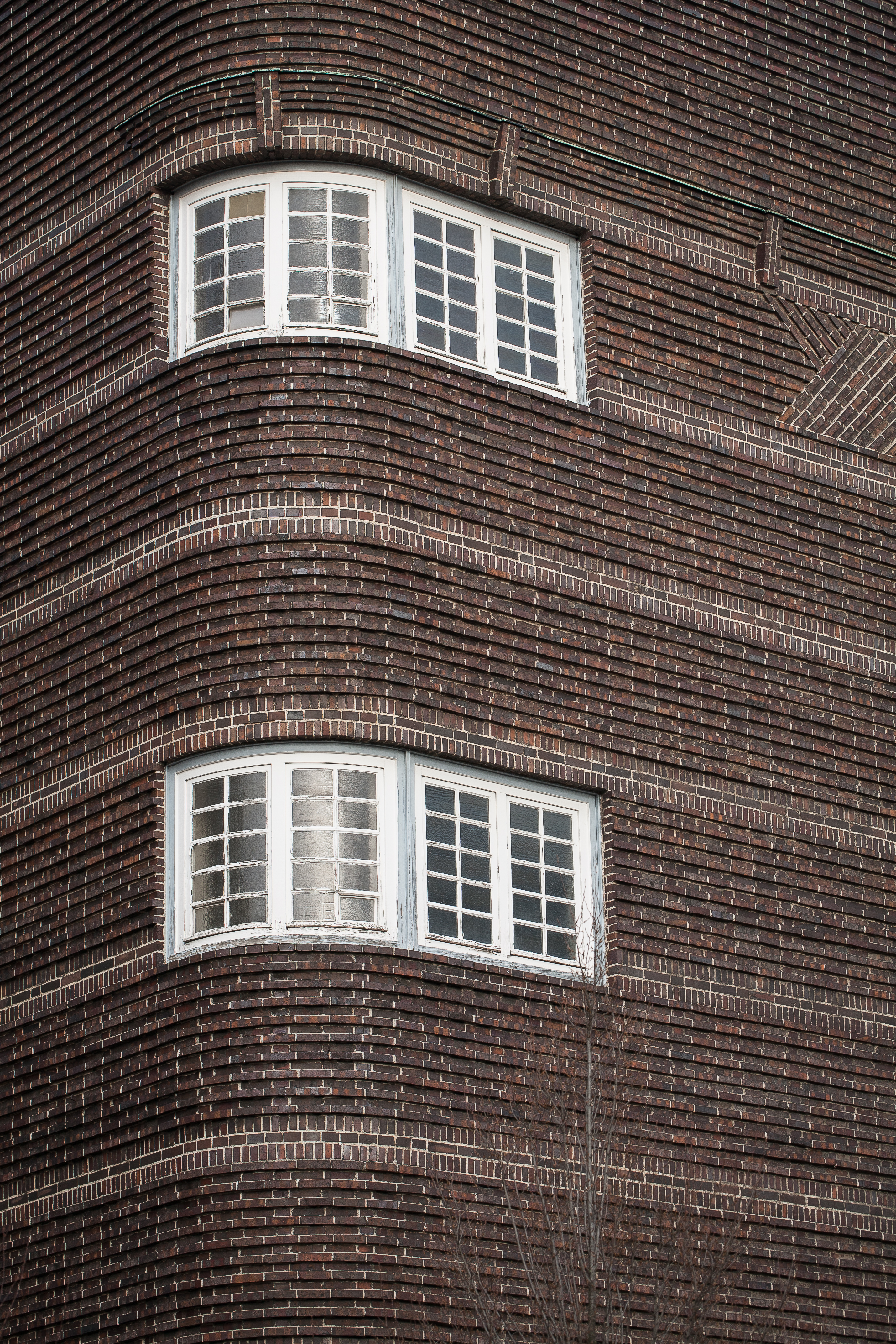
Backsteinfassade mit hervorragenden Klinkerreihen an der Bühnenwerkstatt des Niedersächsischen Staatstheaters

Der Backsteinexpressionismus bildete sich nach dem Ersten Weltkrieg heraus und erreichte seinen Höhepunkt in den 1920er Jahren. Als Vorbild diente die norddeutsche Backsteingotik, die imposante Dom- und Kathedralbauten hervorgebracht hatte. In Hamburg trat mit Fritz Schumacher ein starker Verfechter für den Backsteinexpressionismus ein. Während seiner Zeit als Oberbaudirektor entstanden expressionistische Kontorhäuser (beispielsweise das Chilehaus). Als bevorzugter Baustoff dienten Backsteine (Ziegel) oder Klinker. Sie weisen eine breite Farbvariation auf, von Rot über Braun zu Blau und Violett bis fast Schwarz. Kritiker dieses Stils bemängelten, die Klinkerbauten wirkten „düster und deprimierend“. Die expressionistischen Architekten hingegen schätzten den Klinker, da sich mit ihm reizvolle Fassaden schaffen ließen. Durch geschickte Anordnung der Steine erreichten sie ein Spiel von Licht und Schatten. Aus entsprechenden Blickwinkeln ergeben sich so Linienbündel, deren Fluchtpunkte über das Gebäude hinausreichen. Viele Bauten weisen eine besondere Ornamentik auf: Durch sich wiederholende Schmuckelemente bilden sich unendliche Linien. Diese Linien stehen im Gegensatz zum Symmetrie-Ideal des Klassizismus. Während der Phase des Backsteinexpressionismus entstanden außer in Hamburg und im Ruhrgebiet auch in Hannover zahlreiche Backsteinbauten, deren expressionistischer Charakter unterschiedlich stark ausgeprägt ist. Herausragende Beispiele bilden das Anzeiger-Hochhaus von Fritz Höger und der Poelzig-Bau als ehemaliges Verwaltungsgebäude der Firma Meyer von Hans Poelzig.

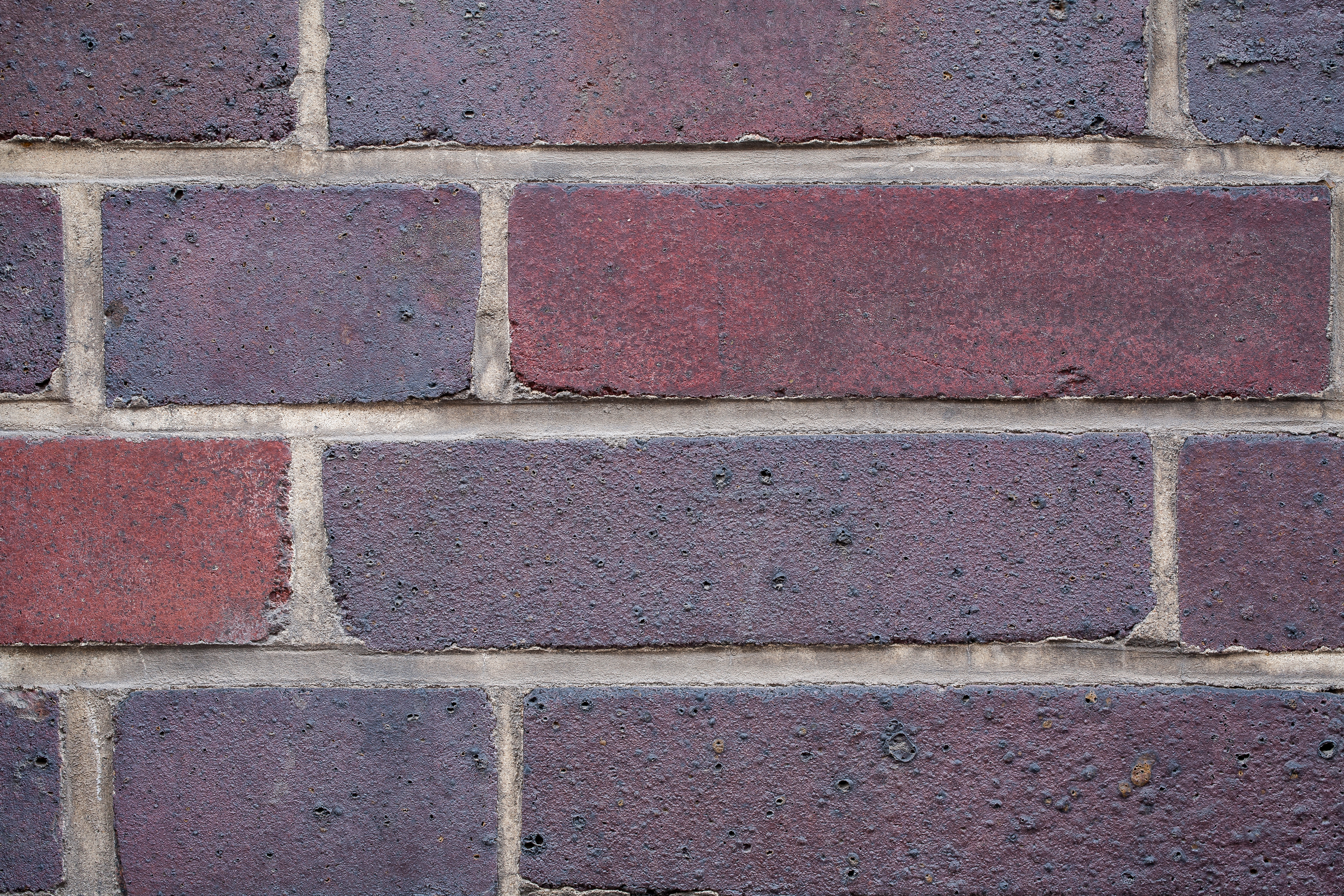
Farbspiel der Klinker von Rot bis Violett
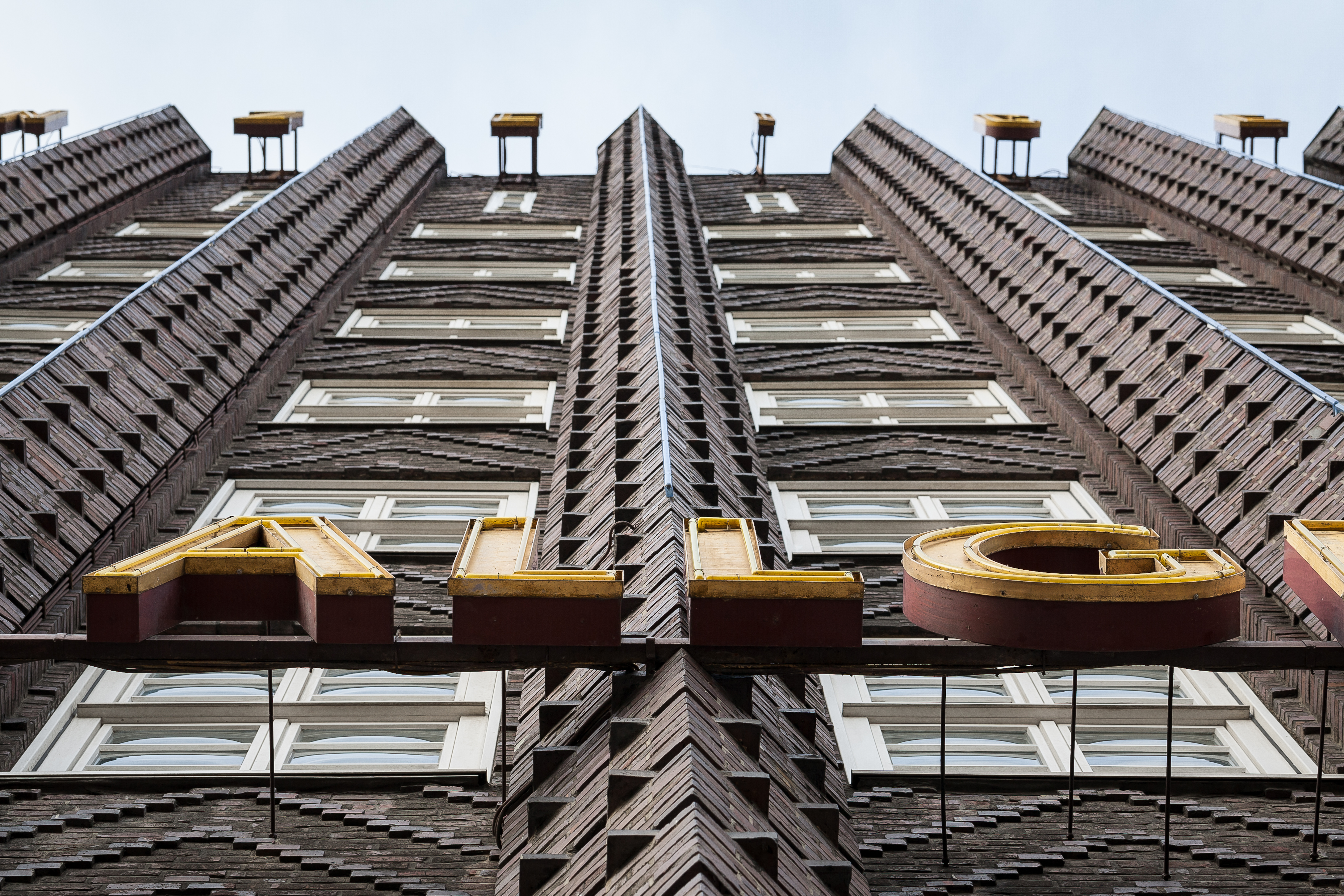
Unendliche Linien an der vertikal-dominierten Fassade des Anzeiger-Hochhauses
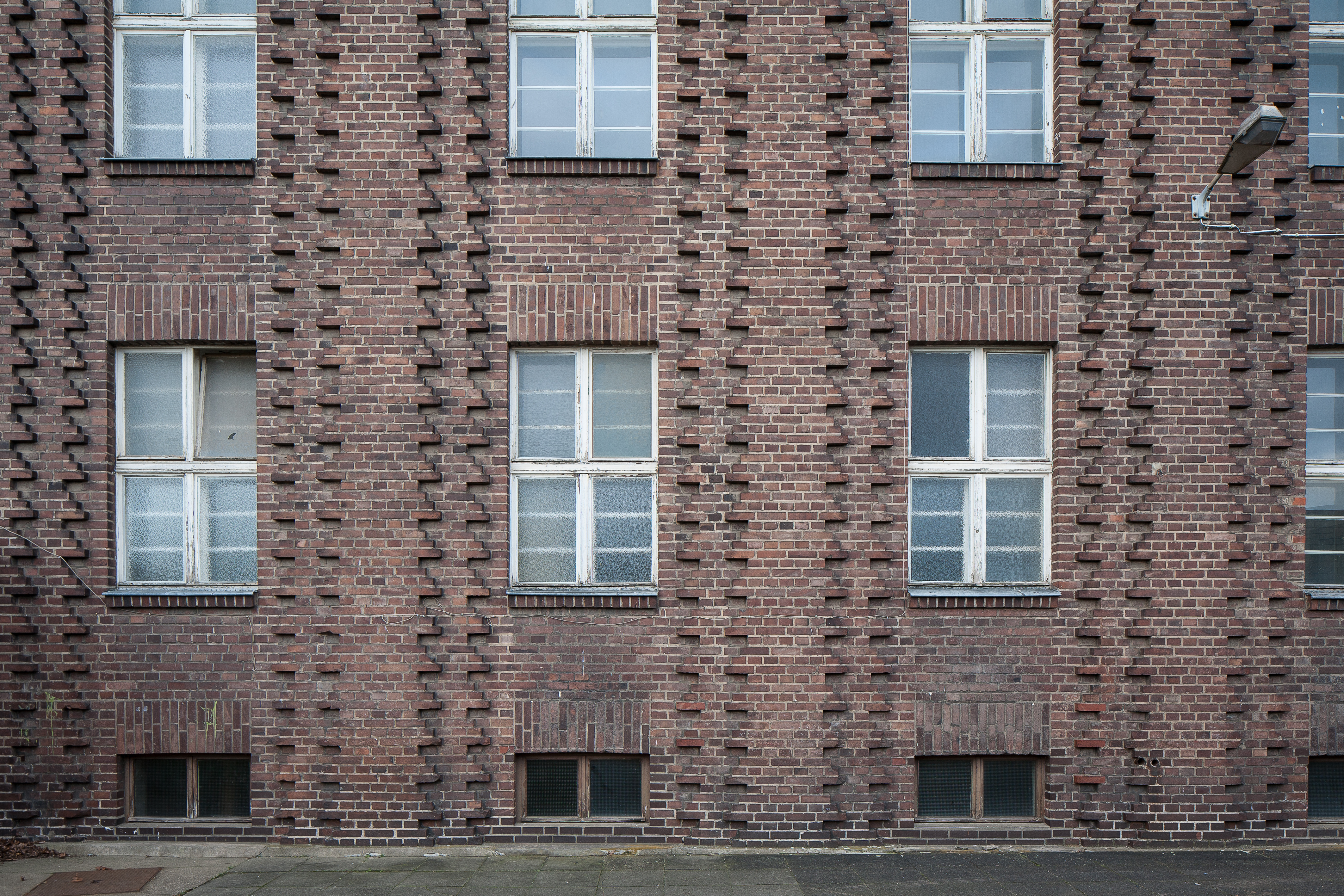
Sägezahnartig gezackte Lisenen am Poelzig-Bau in Vinnhorst
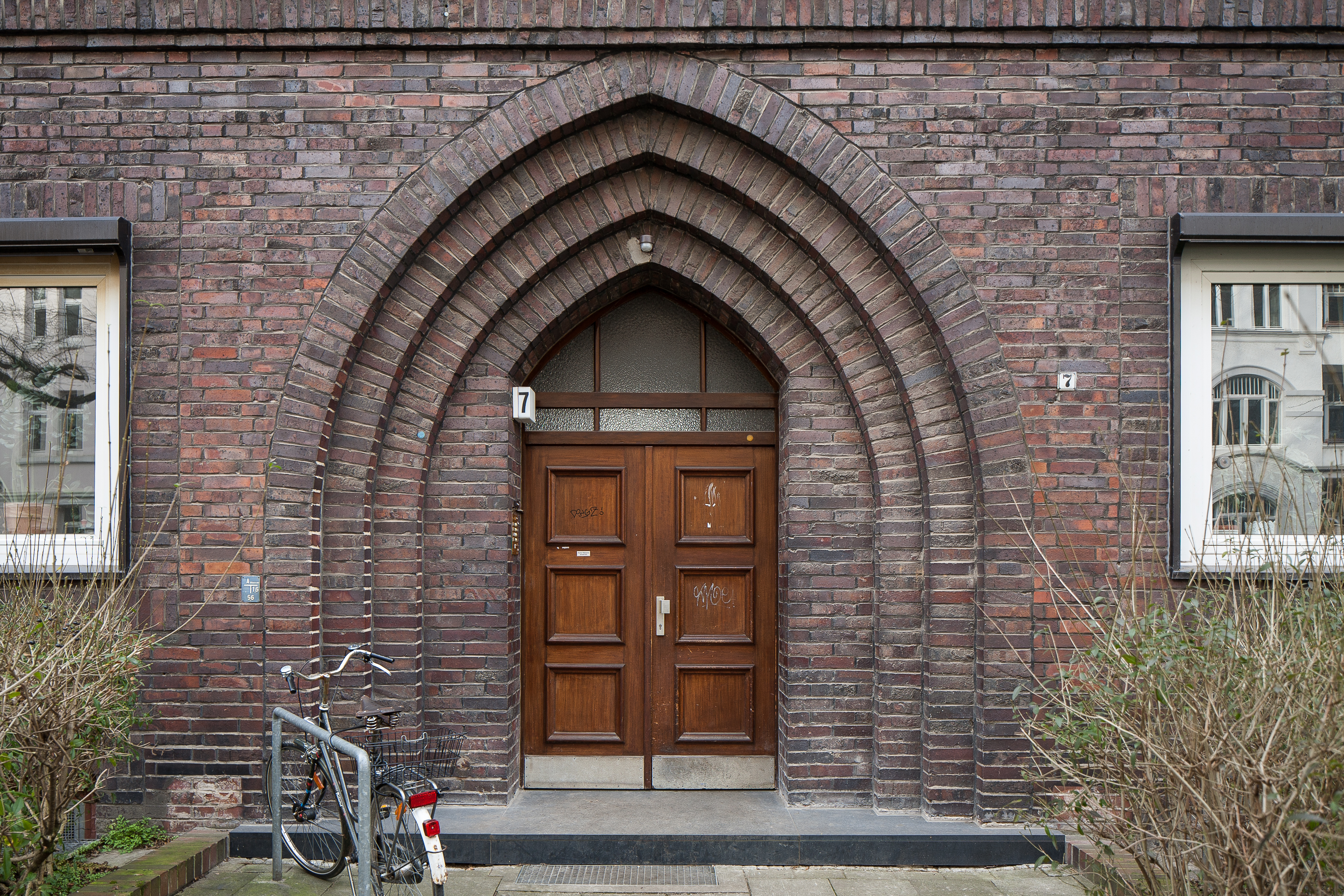
Hauseingang

## Hochhausbauten

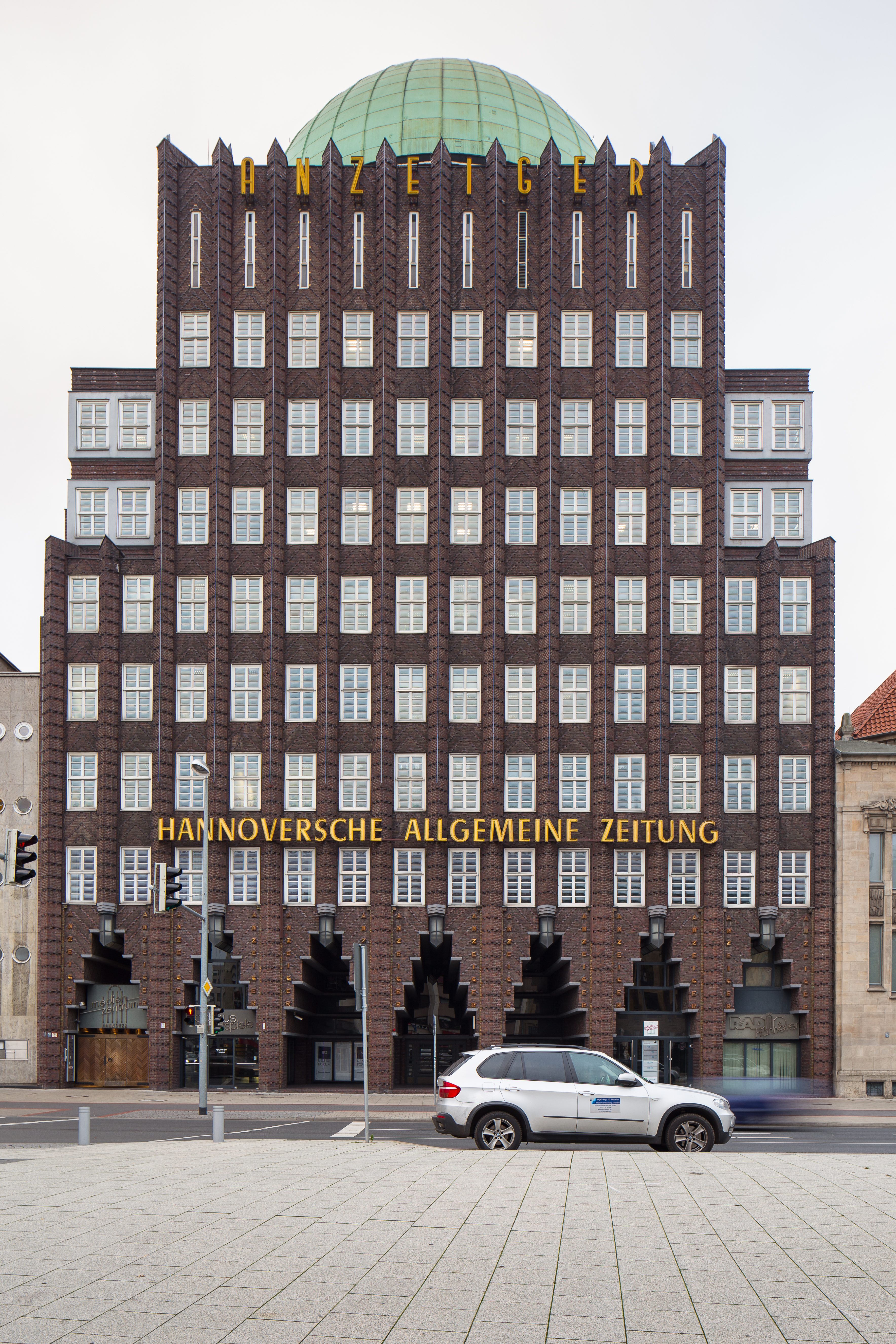
Anzeiger-Hochhaus von Fritz Höger

Von den expressionistischen Hochhausbauten aus den 1920er Jahren sind noch vier erhalten geblieben. Bei dem Anzeiger-Hochhaus handelt es sich um ein Bürogebäude, das Fritz Höger entwarf. Es entstand 1927–28 für die damalige Zeitung, den Hannoverschen Anzeiger, am Steintor. Das Gebäude prägt ein auffallendes Kuppeldach, worunter früher ein Planetarium untergebracht war. Die Fassade des Anzeiger-Hochhauses weist einen orientalisch-inspirierten Klinkerschmuck auf. Als zentrale geometrische Figur tritt das Dreieck auf, diese Form kehrt an vielen Stellen wieder: in den Zwischenräumen von Pfeilern und Lisenen, in den vertikal verlaufenden Ziegelkanten, im Dekor der Reliefbänder und in den treppenförmig ausgeführten Bögen im Erdgeschoss. Das Gebäude besitzt weder einen Erdgeschosssockel noch ein Gesims. Dadurch wird der betont vertikale Rhythmus der Fassade nicht gestört und der blockförmige Baukörper scheint auf seinen Stelzen zu ruhen.
Das Capitol-Hochhaus steht im Stadtteil Linden-Mitte, nahe dem Platz Schwarzer Bär. Errichtet wurde das Gebäude 1930 unter dem Architekten Friedrich Hartjenstein, es beherbergte seinerzeit Büros und ein Kino. In Linden war der Bau das erste und lange Zeit das einzige Hochhaus. Es wendet sich dem Zentrum Hannovers zu und markiert so den Eingang nach Linden. Die Stahlskelettkonstruktion erhielt ein Flachdach, verblendet ist sie mit braun-violetten Klinkern. Anders als beim Anzeiger-Hochhaus ist die Fassade des Capitol-Hochhauses weniger kunstvoll ausgeführt worden. An ihr finden sich vertikale Elemente wie die Wandvorlagen und schießschartenartige Fenster im oberen Teil. Ebenso sind horizontal geprägte Elemente vorhanden wie die Fensterbänder und die Arkaden im Erdgeschoss. Ein charakteristisches Merkmal des Baus stellt das gerundete Ecktürmchen dar. Hartjenstein orientierte sich damit an den seinerzeit modernen Mauerwerksbauten.
Das Hochhaus Günther entstand 1927 am Stephansplatz in der Südstadt. Den Komplex entwarf Fritz Höger. Er ähnelt stark einem anderen Wohnungsbau Högers, der zur gleichen Zeit in Hamburg an der Ohlsdorfer Straße errichtet wurde.
Das Hochhaus Glückauf übertrifft mit seinen neun Stockwerken das Hochhaus Günther. Es steht als eindrucksvoller Eingang zu einem großen Wohnblock am Südstädter Geibelplatz. Als Architekt des von 1926 bis 1927 errichteten Baus wirkte Wilhelm Ziegler.

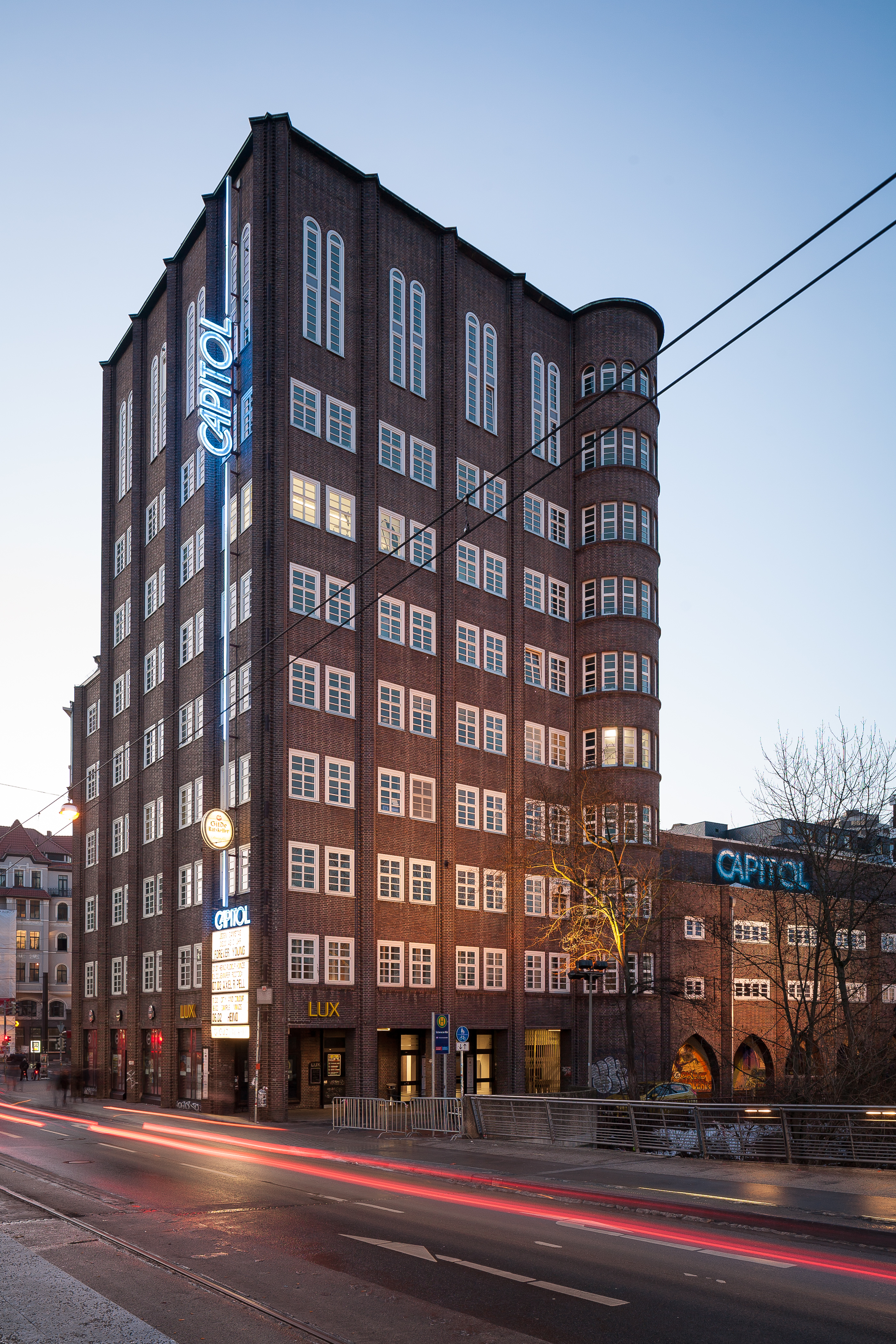
Capitol-Hochhaus am Schwarzen Bär in Linden-Mitte (Friedrich Hartjenstein; Lage)
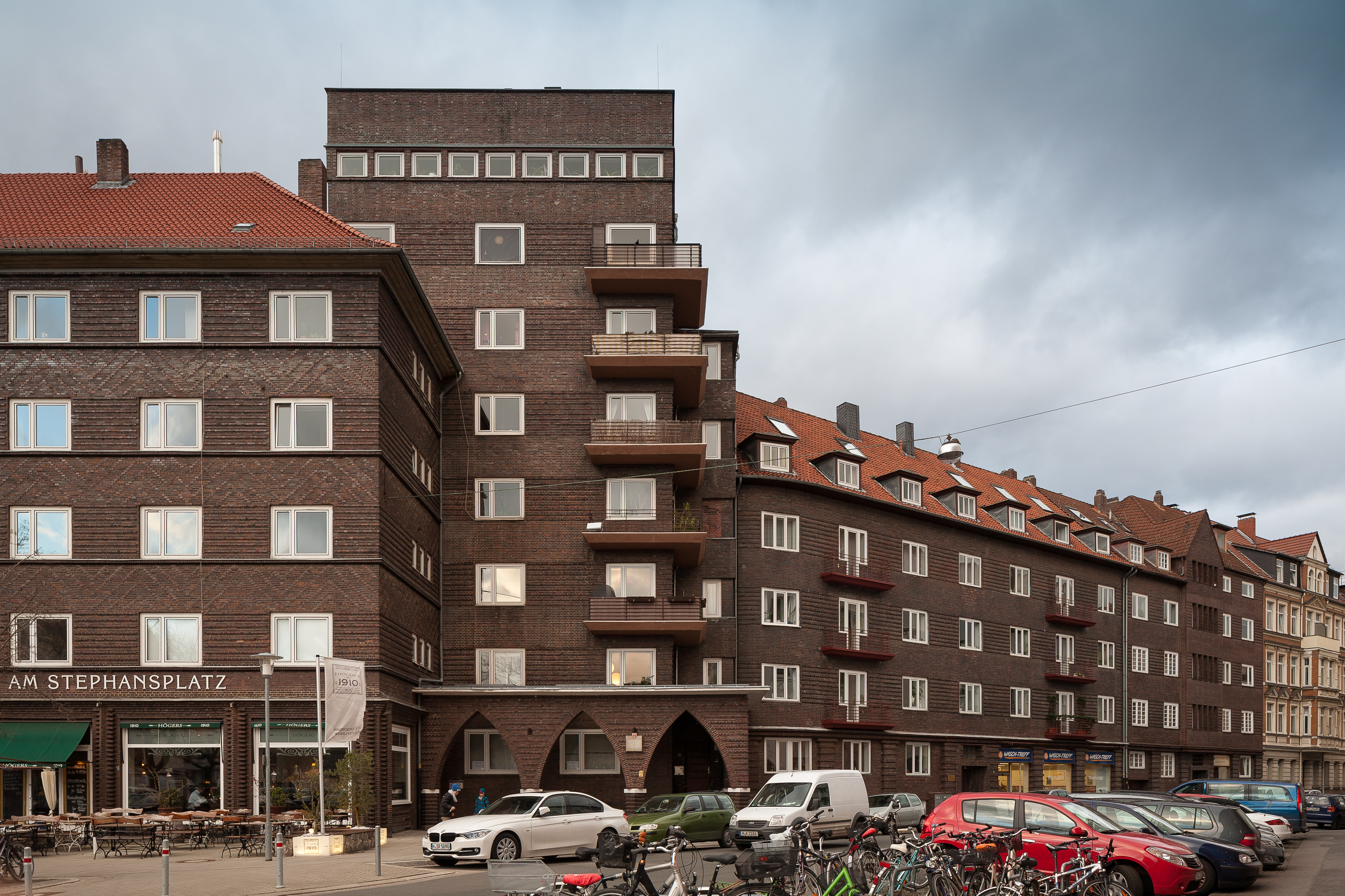
Hochhaus Günther am Stephansplatz in der Südstadt (Fritz Höger; Lage)
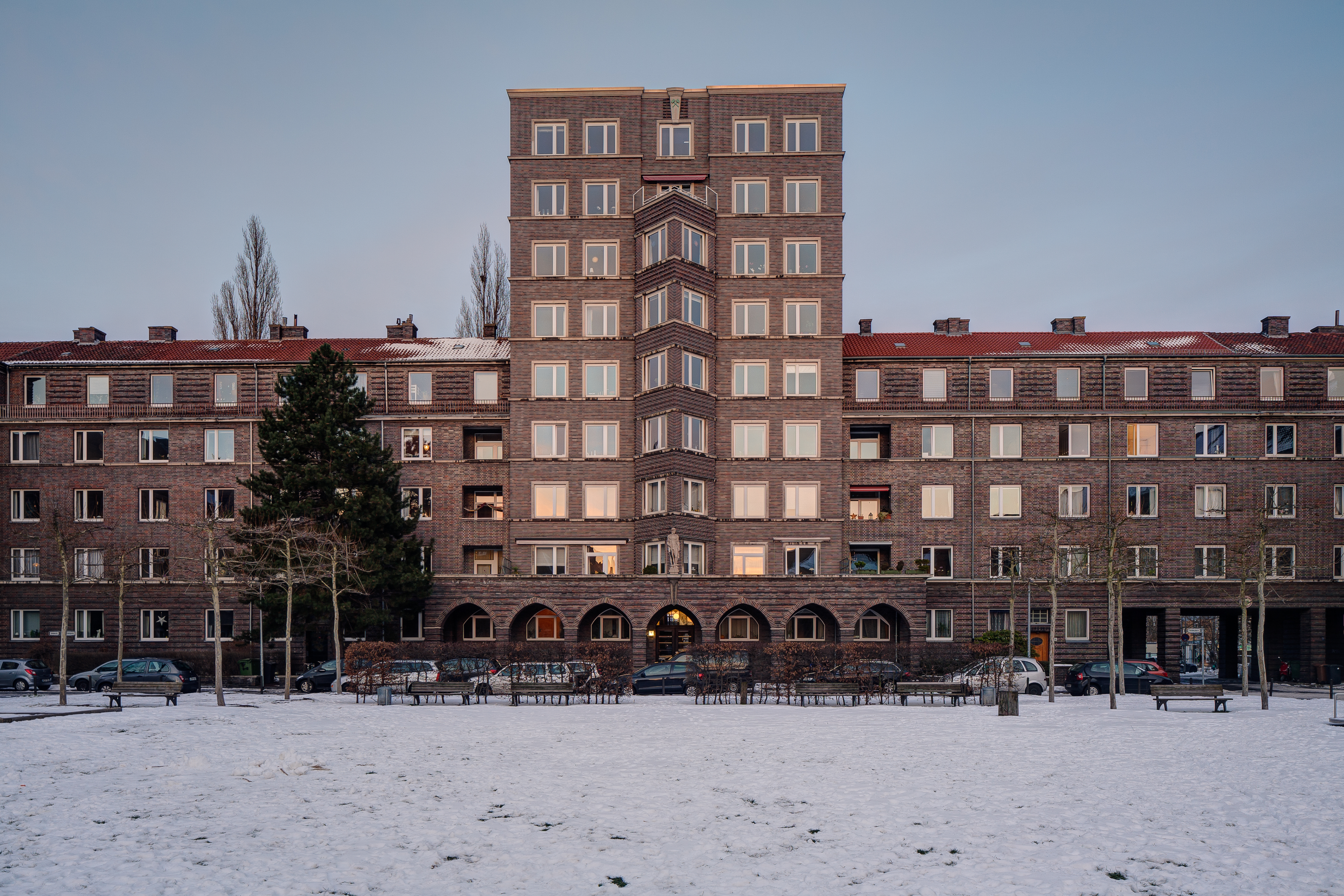
Hochhaus Glückauf am Geibelplatz in der Südstadt (Wilhelm Ziegler; Lage)

## Südstadt

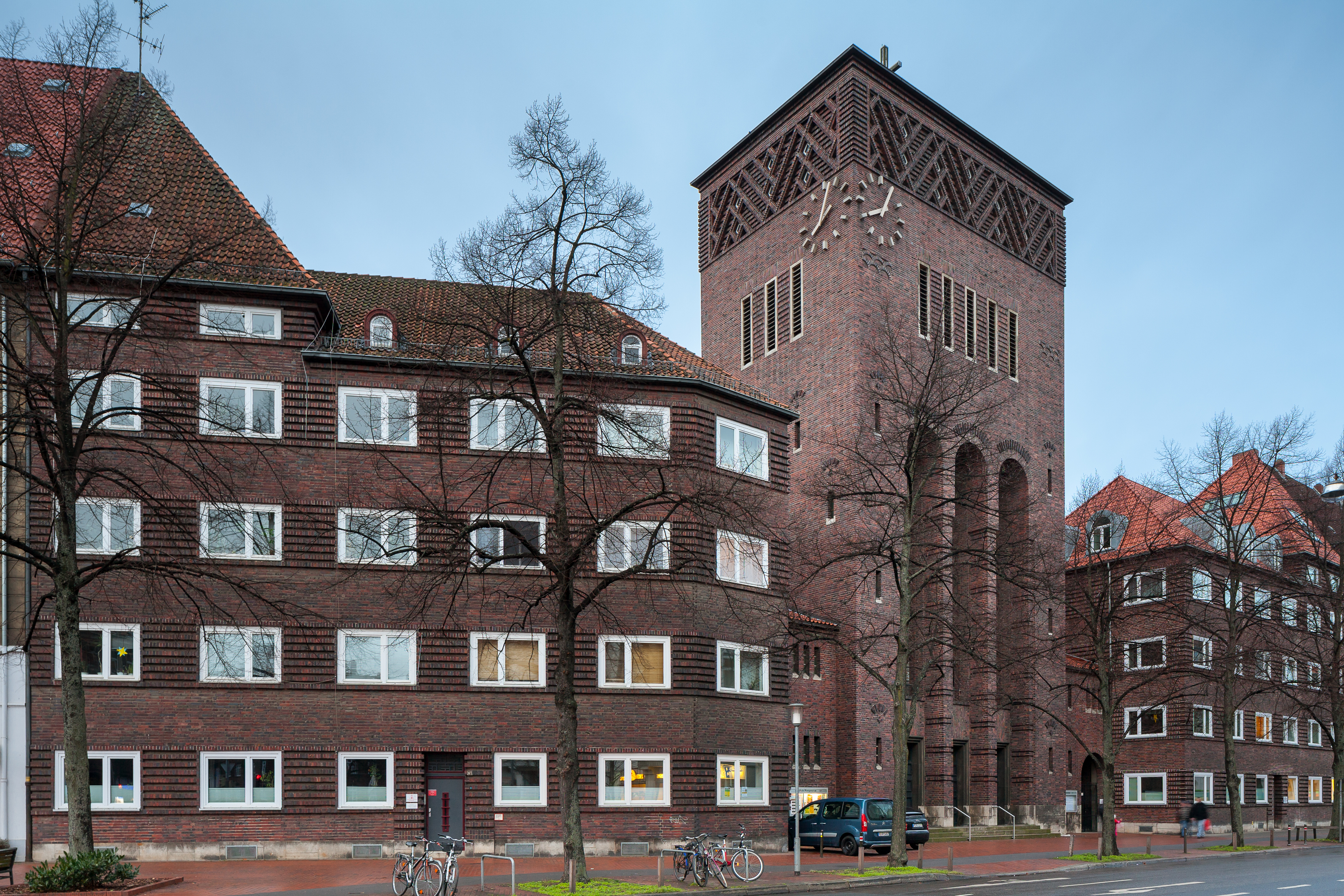
St.-Heinrich-Kirche an der Sallstraße

In der Südstadt entstanden unter dem Stadtbaurat Karl Elkart ganze Straßenzüge mit geschlossenen Baublocks. Anhand von Gipsmodellen prüften die Stadtplaner zunächst, wie die Bebauung räumlich wirkte. Neben der „räumlich-plastischen Einbindung“ erreichte Elkart dadurch ein einheitliches Erscheinungsbild, dass er Klinker für die Fassaden vorschrieb. Mit diesem Baumaterial hoffte er, den „herben norddeutschen Charakter“ zu treffen. Typische Wohnungsbauten aus dieser Zeit finden sich beispielsweise in der Spielhagenstraße (Architekten Koelliker und Springer), am Bertha-von-Suttner-Platz und an der Heinrich-Heine-Straße. Die Häuser zeigen nicht nur expressionistische Gestaltungsmittel, sondern auch traditionalistische. Am Ende eines Wohnblocks wurden oft Walmdächer gewählt, was der Bebauung ein eher konservatives Erscheinungsbild verleiht. In seltenen Fällen lassen sich auch Elemente der Neuen Sachlichkeit zuordnen.
Die ehemalige Volksschule am Altenbekener Damm zählt architektonisch „zu den besten Schulbauten“ in Hannover. Sie entstand 1928, zeitgleich mit den umliegenden Wohnhäusern, denen sich die Schule harmonisch anpasst. Karl Elkart entwarf die Stahlbetonkonstruktion mit Flachdach.
Für die katholische St.-Heinrich-Kirche entschieden sich die Stadtplaner für ein von Wohnhäusern umbautes Grundstück zwischen der Sallstraße und der Simrockstraße. Der markante Turm besitzt eine klotzartige Erscheinung, seine Breite beträgt 14 m und seine Höhe 30 m. Die tragenden Elemente der Kirche wurden aus Eisenbeton errichtet, während das Äußere mit bunten Klinkern und wenig Muschelkalk verkleidet ist. Der Architekt, Eduard Endler, beabsichtige, den Bau durch große Flächen und tief eingeschnittene Bogenschlitze von den umliegenden, eher sachlich gehaltenen Wohnhäusern abzuheben. Durch die Wahl des gleichen Baumaterials erreichte Engler dennoch eine starke Einheit von Kirche und Wohnungsbauten.
Der 1931 für die Stadtbibliothek errichtete Turmbau war das erste Bibliothekshochhaus in Deutschland. Der zehngeschossige Bau enthält in seinem Innern eine Stahlkonstruktion, die an der Außenfassade mit Lisenen angedeutet wird. Der obere Teil besteht aus Magazingeschossen, die sich von außen leicht anhand der vertikalen Fensterbänder erkennen lassen. An den Turm anschließende Erweiterungsbauten mildern dessen Hochhauscharakter.

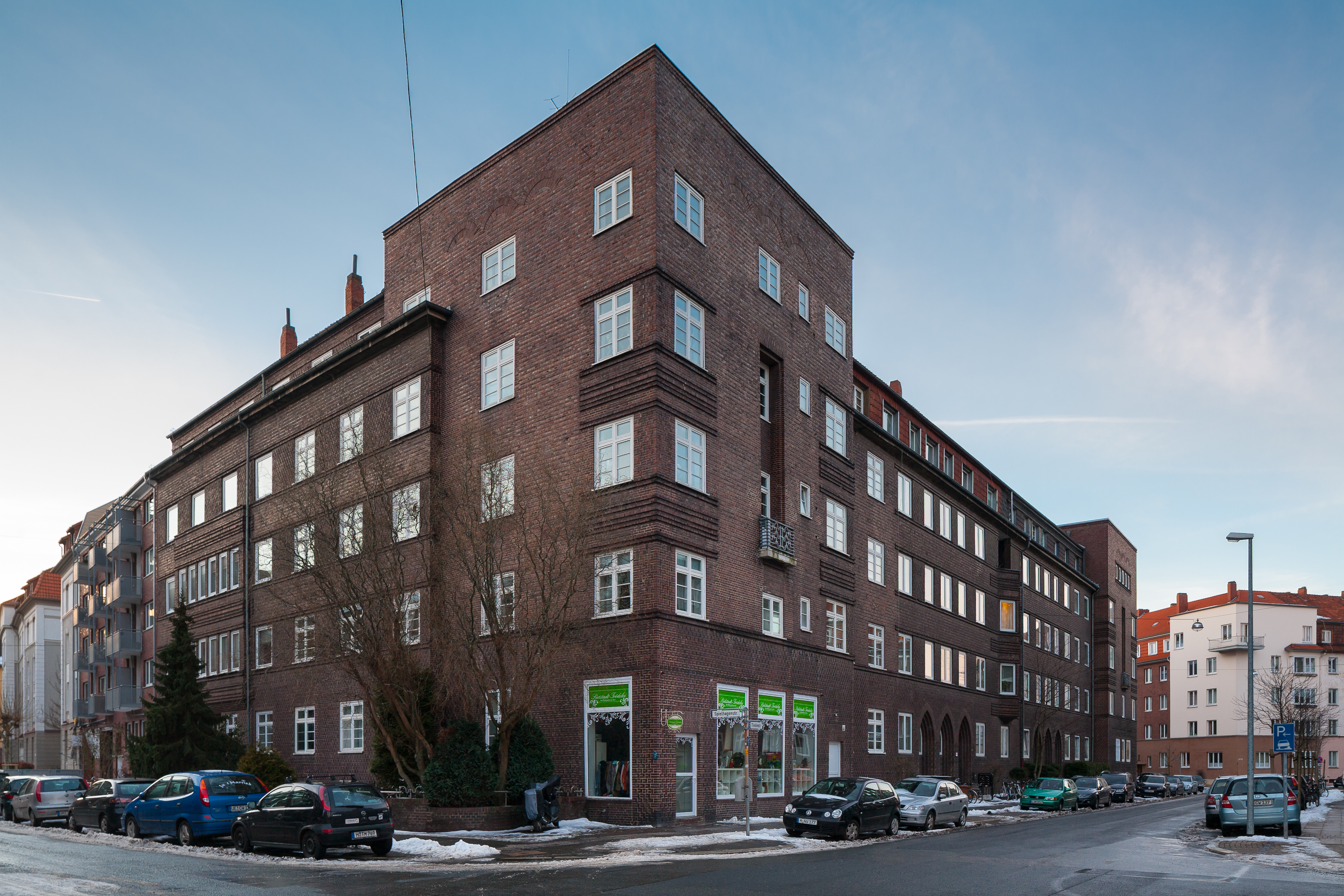
Wohnhaus an der Spielhagenstraße / Tiestestraße (Lage)
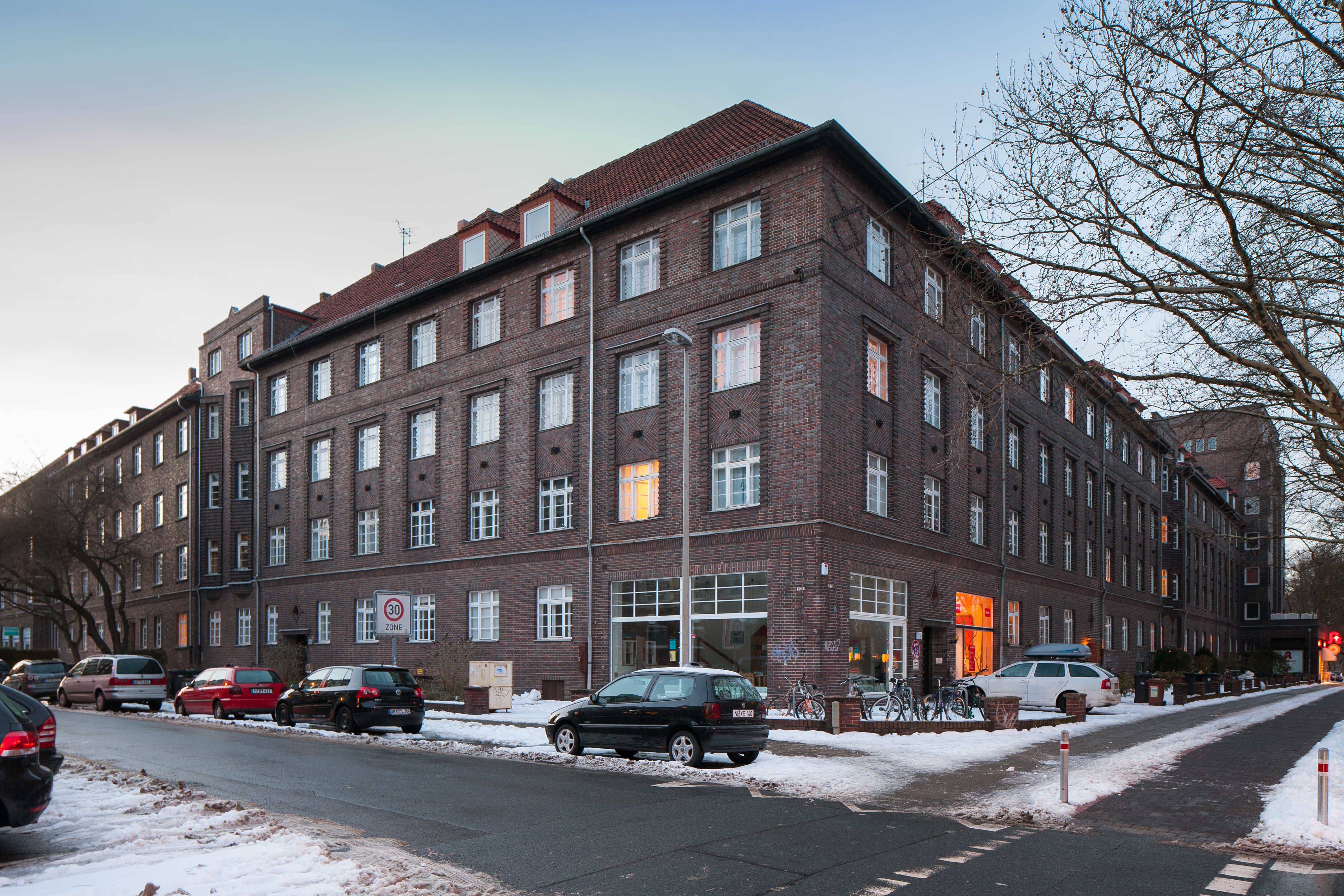
Wohnhaus an der Heinrich-Heine-Straße / Stresemannallee (Lage)
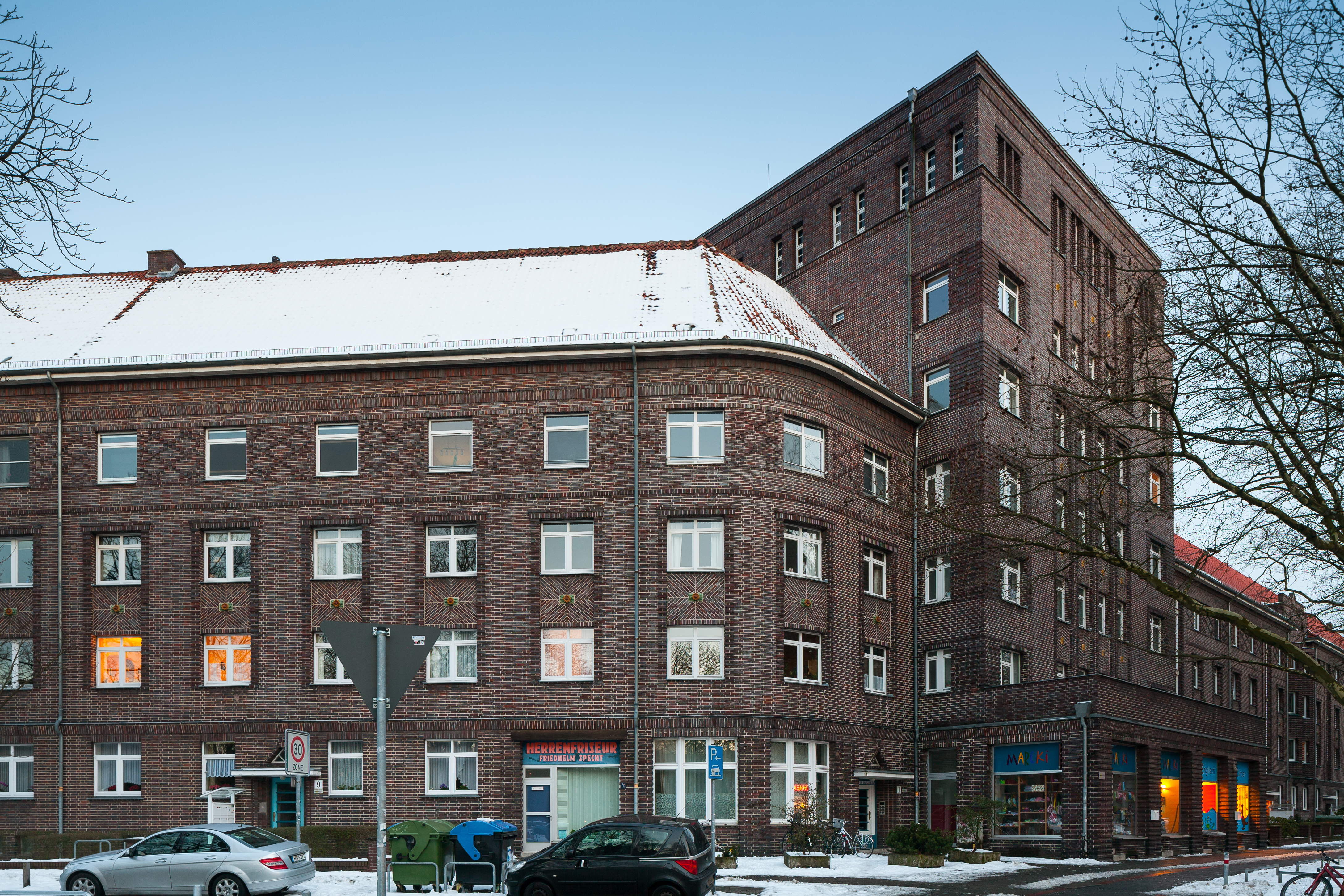
Wohnhaus am Bertha-von-Suttner-Platz mit Turmbau (Lage)
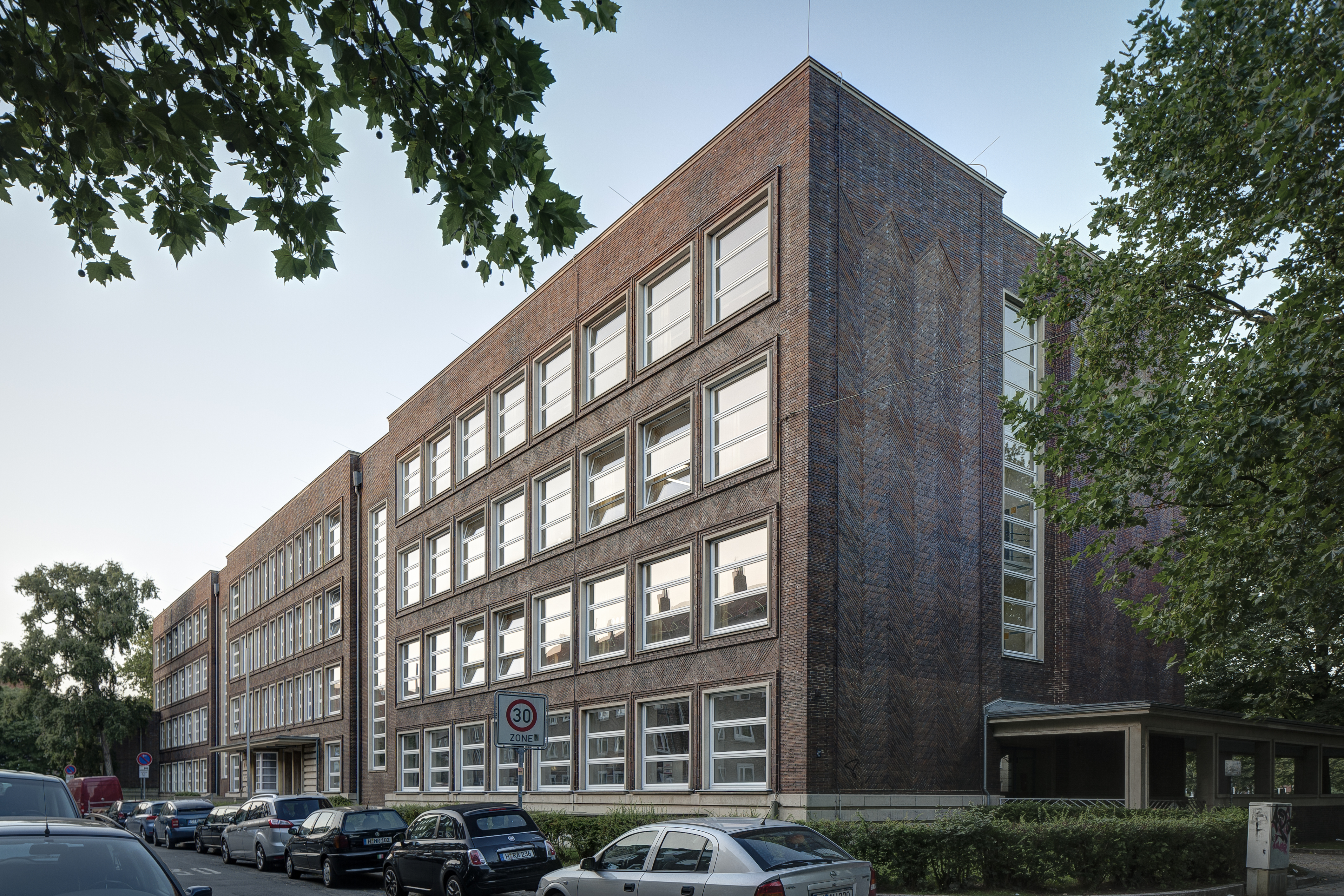
Ehemalige Volksschule am Altenbekener Damm (Lage)
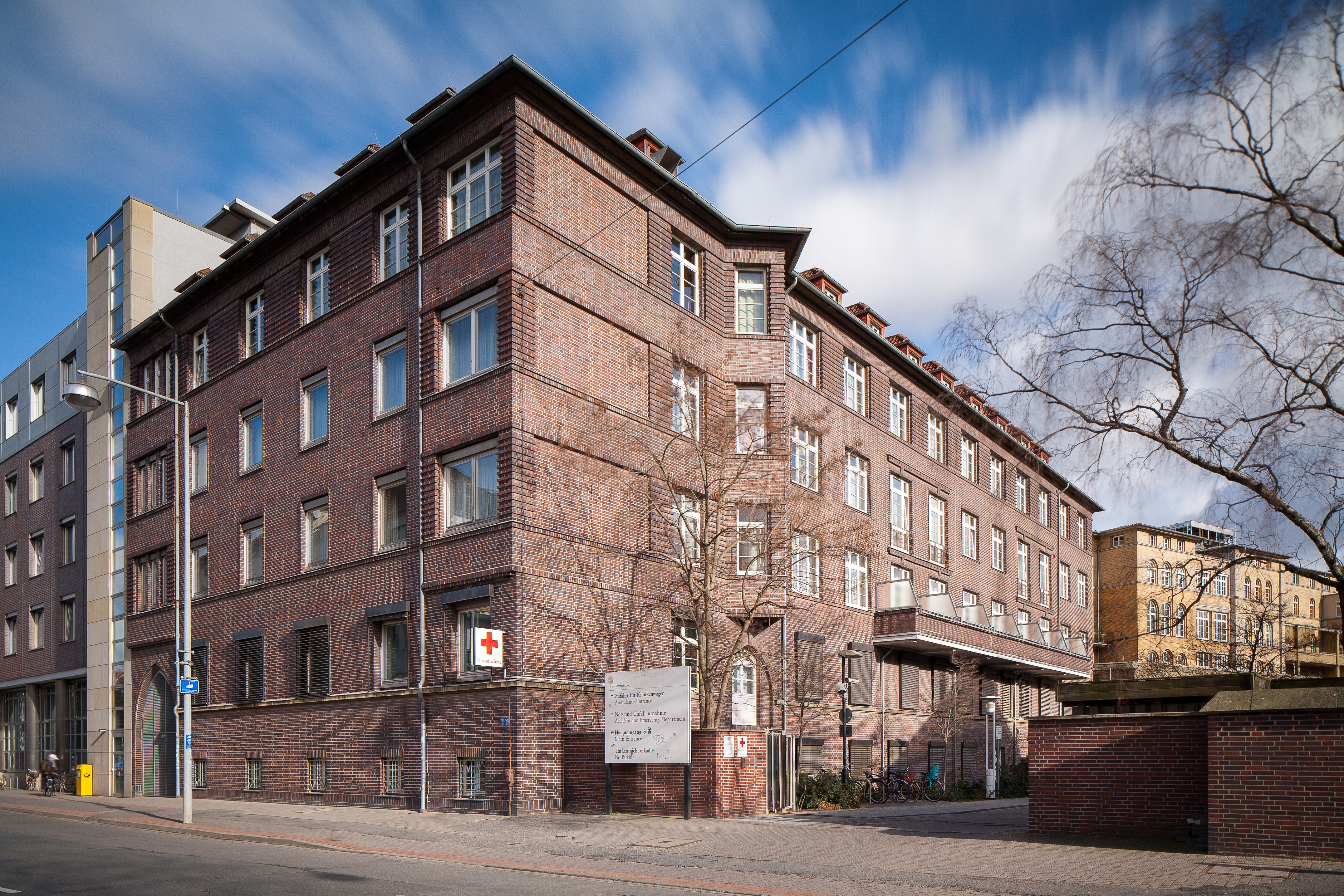
Expressionistischer Gebäudeteil der Henriettenstiftung an der Sallstraße (Lage)

## List

### De-Haën-Platz

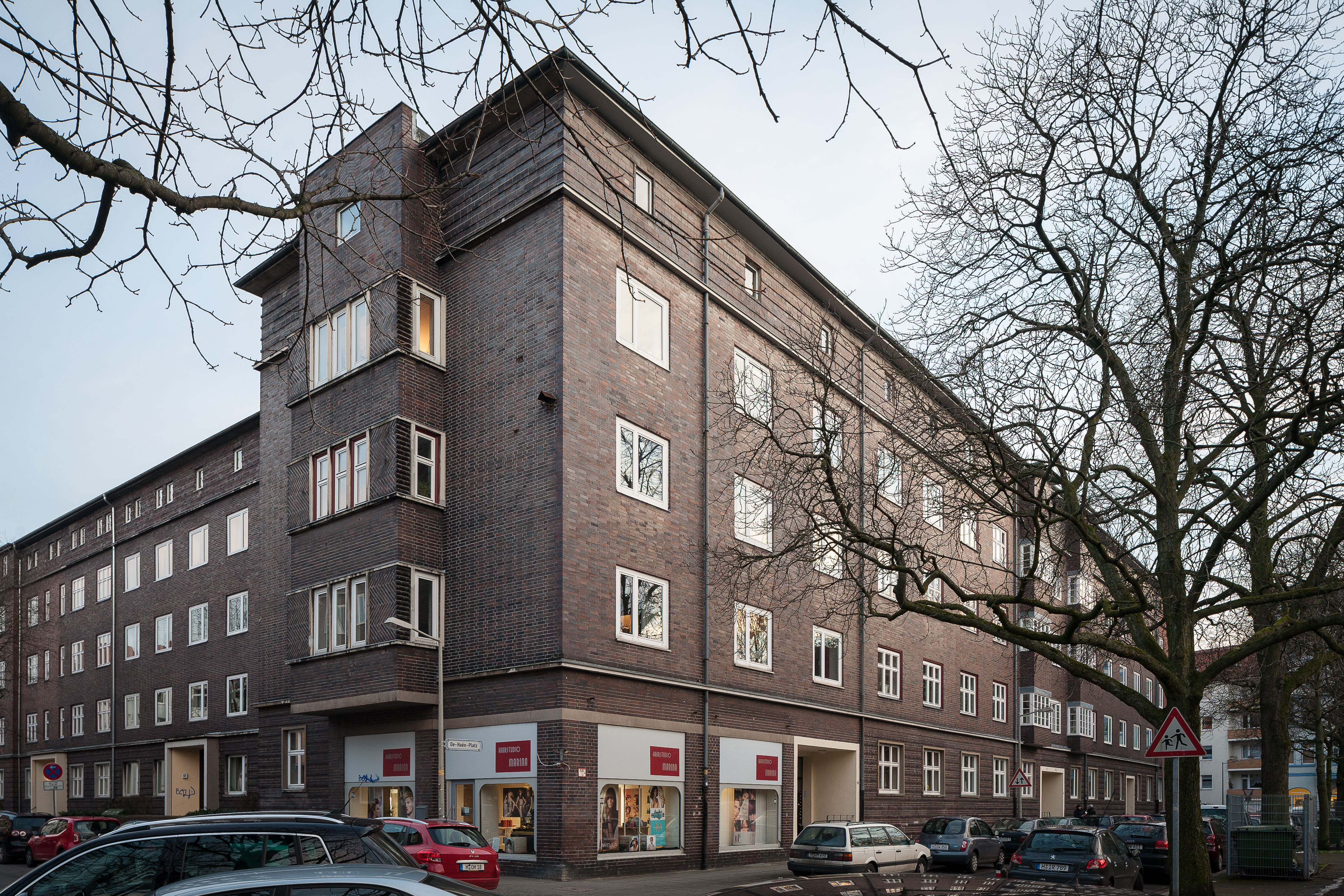
Dezent expressionistisches Wohnhaus am De-Haën-Platz

Eine markante Wohnanlage findet sich am De-Haën-Platz in der List, dessen Bebauung nahezu unverändert geblieben ist. Bereits 1911 wurde mit den Planungen begonnen, das frühere Gelände der chemischen Fabrik de Haën zu bebauen. Wegen des Ersten Weltkriegs dauerte es bis 1927, ehe das Vorhaben realisiert wurde. Die eher zurückhaltend expressionistischen Häuser ordnen sich verschachtelt um den Platz. Er besteht aus zwei Teilflächen, die im Winkel von 90° zueinander angeordnet sind. Dadurch erhalten alle auf den Platz führenden Straßen einen visuellen Abschluss. Die Häuser an den Straßeneinmündungen besitzen oft ein Stockwerk mehr als die übrigen, außerdem gibt es Arkaden, die aus der Bauflucht heraustreten. Der Platz erscheint so durch Tore von den Straßen abgegrenzt. Für einen Akzent sorgt ein winkliger Eckturm, der auf einem Haus an der Ostseite des Areals sitzt. Der Wohnungskomplex wirkt sehr homogen, obwohl sich mehrere Architekten und Bauherren an seiner Ausführung beteiligten. Auf Balkone und Erker wurde verzichtet, um einen streng kubischen Charakter zu erreichen. Die Stadt schrieb nicht nur das Äußere der Siedlungen strikt vor, auch die Grundrisse der Wohnungen hatten einem vorgegebenen Muster zu folgen, wenn Fördergelder für das Bauvorhaben erhalten werden sollten.

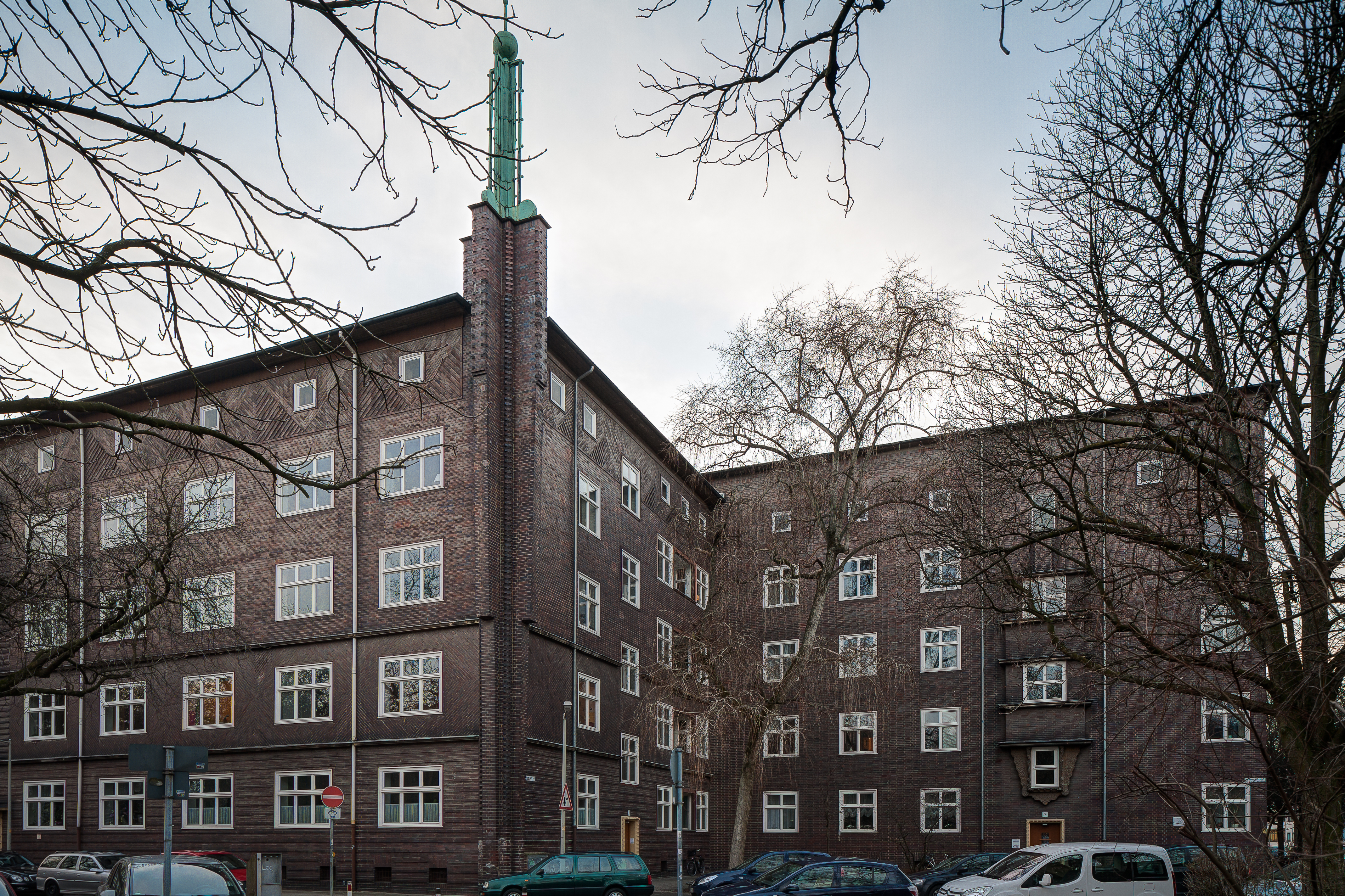
Winkliger Eckturm auf einem Haus (Lage)
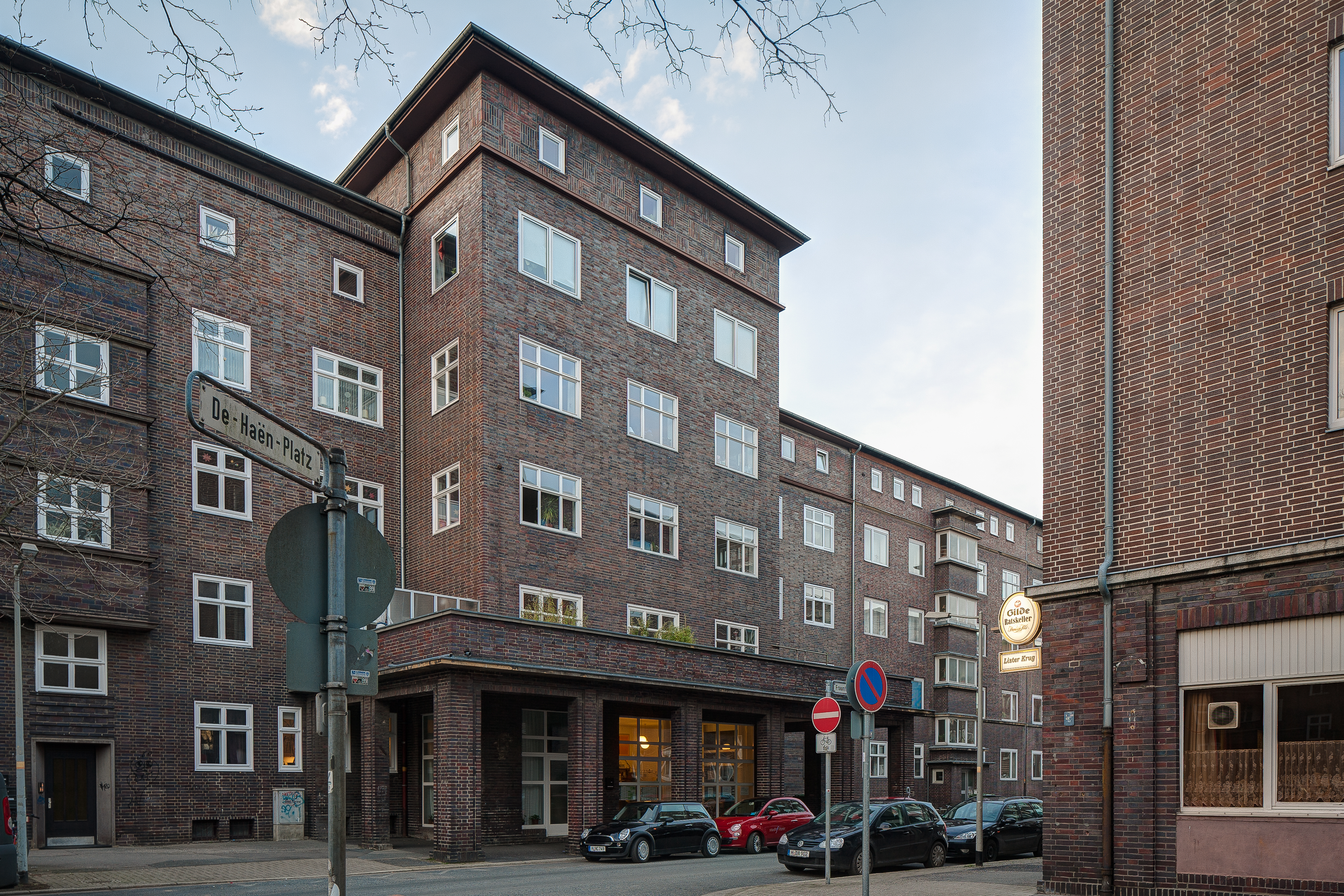
Tor-ähnliche Straßeneinmündungen zum Platz (Lage)

### Siedlung Im Kreuzkampe

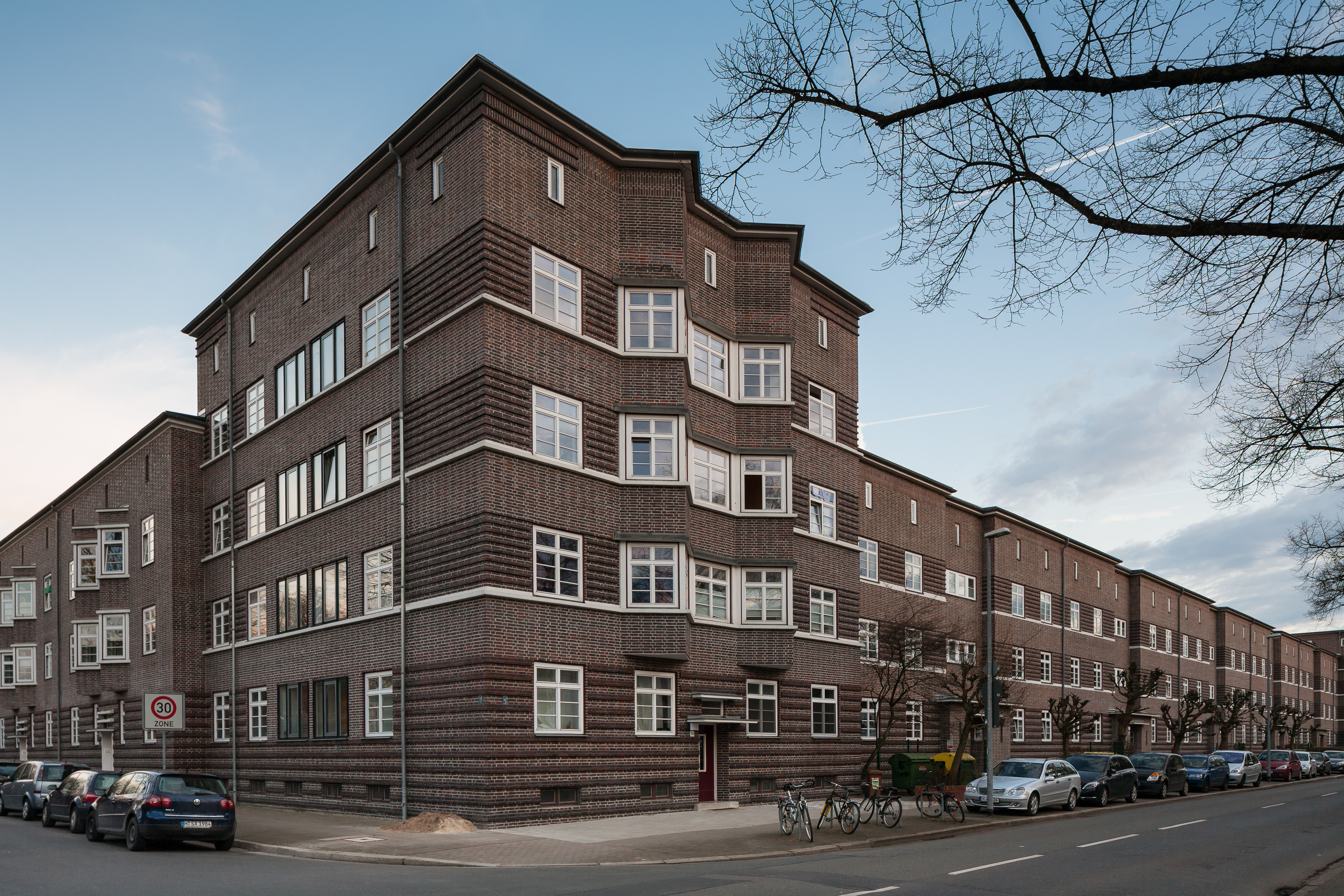
Häuser an der Spannhagenstraße im Westen der Siedlung

Eine eindrucksvolle Wohnanlage entstand zwischen 1927 und 1929 um das Gebiet der Straße Im Kreuzkampe. Die Pläne stammen von den Brüdern Siebrecht, die als Sieger aus einem städtischen Architektenwettbewerb hervorgingen. Die möglichst symmetrischen Grundrisse ergeben eine klar gegliederte, komplexe Siedlung. Sie besitzt die Grundform eines unregelmäßigen Trapezes, das an seiner Südostecke bis an die Podbielskistraße heranreicht. Vier paarweise angelegte Vierflügelanlagen umschließen weite, gartenähnliche Innenhöfe. Im Zentrum der Siedlung befindet sich die als breite Allee ausgeführte Straße Im Kreuzkampe. Außerdem wird die Anlage von zwei weiteren Straßen in Nord-Süd-Richtung durchteilt, der Adalbert-Stifter-Straße und der Anzengruberstraße. Beide sind an ihrem Nordende mit Toren überbaut, was den Straßen einen eher halb-öffentlichen Charakter verleiht. An den Straßenecken finden sich kubische Eckhäuser, die höher sind als die restliche, dreigeschossige Bebauung. Symmetrische Fassaden der homogenen Flachdachhäuser unterstützen den geschlossenen Charakter der Siedlung. Die Bauten sind außen mit bandartigen Wandreliefen verziert, die Treppenhäuser sind pylonartig vorgelegt. Zu den außen umlaufenden Straßen verstärken kasten- oder keilförmige Erker die Plastizität der Baukörper.
Etwas später entstanden die Häuser an der Ostseite der Dingelstedtstraße, sie wurden erst in den 1930er Jahren errichtet.

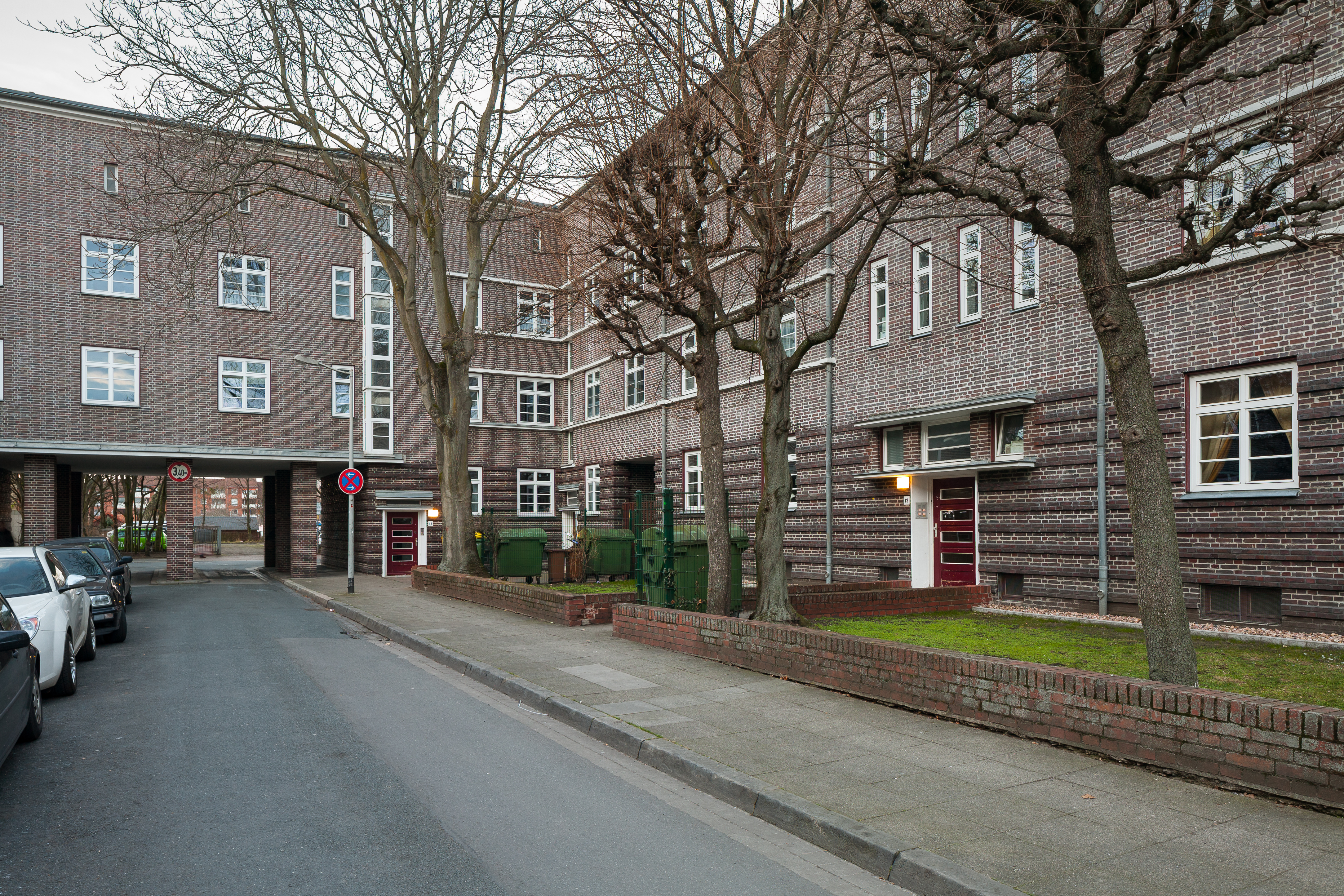
Am Nordende überbaute Adalbert-Stifter-Straße (Lage)
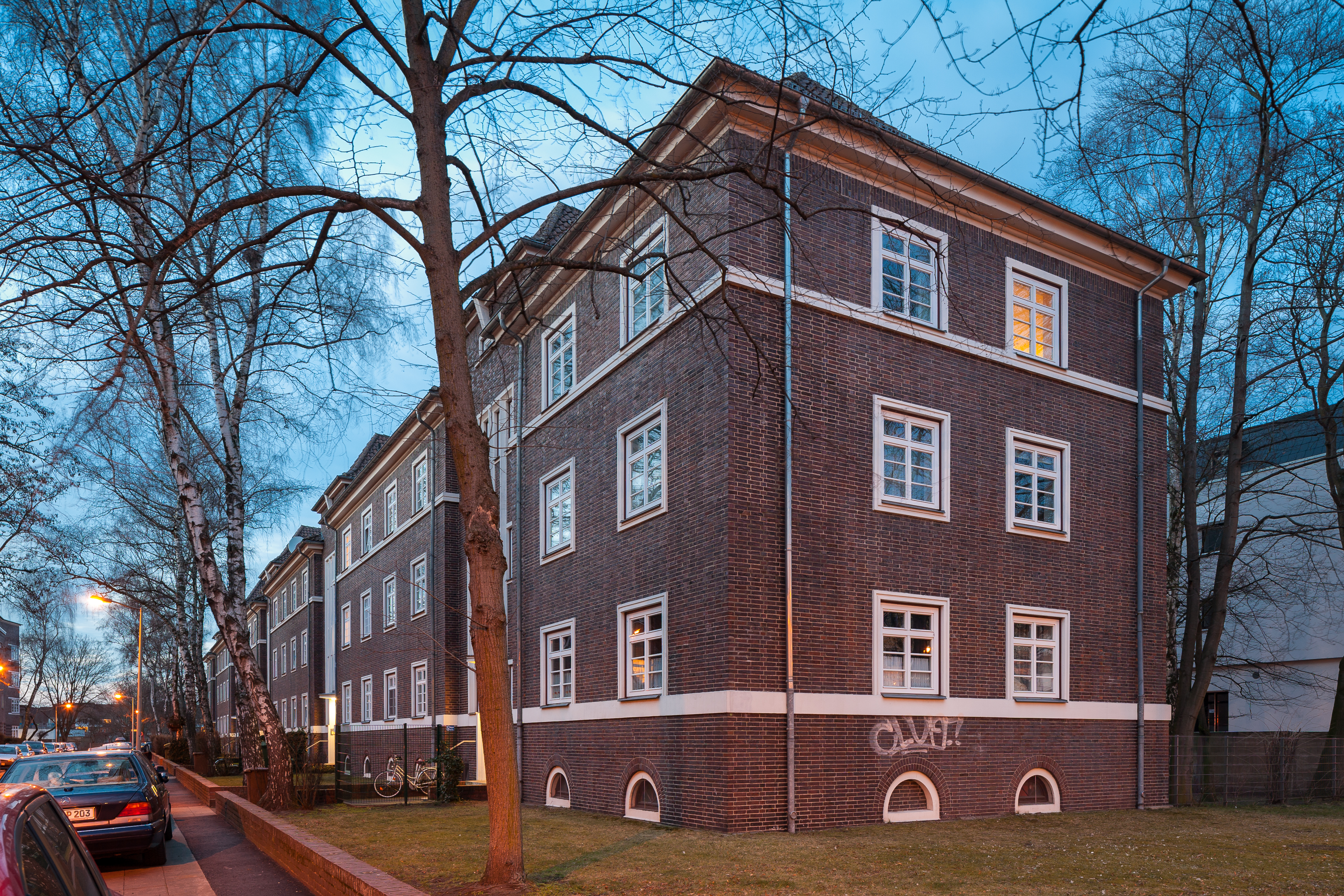
Später entstandene Häuser in der Dingelstedtstraße (Lage)

## Gartenstadt Kleefeld

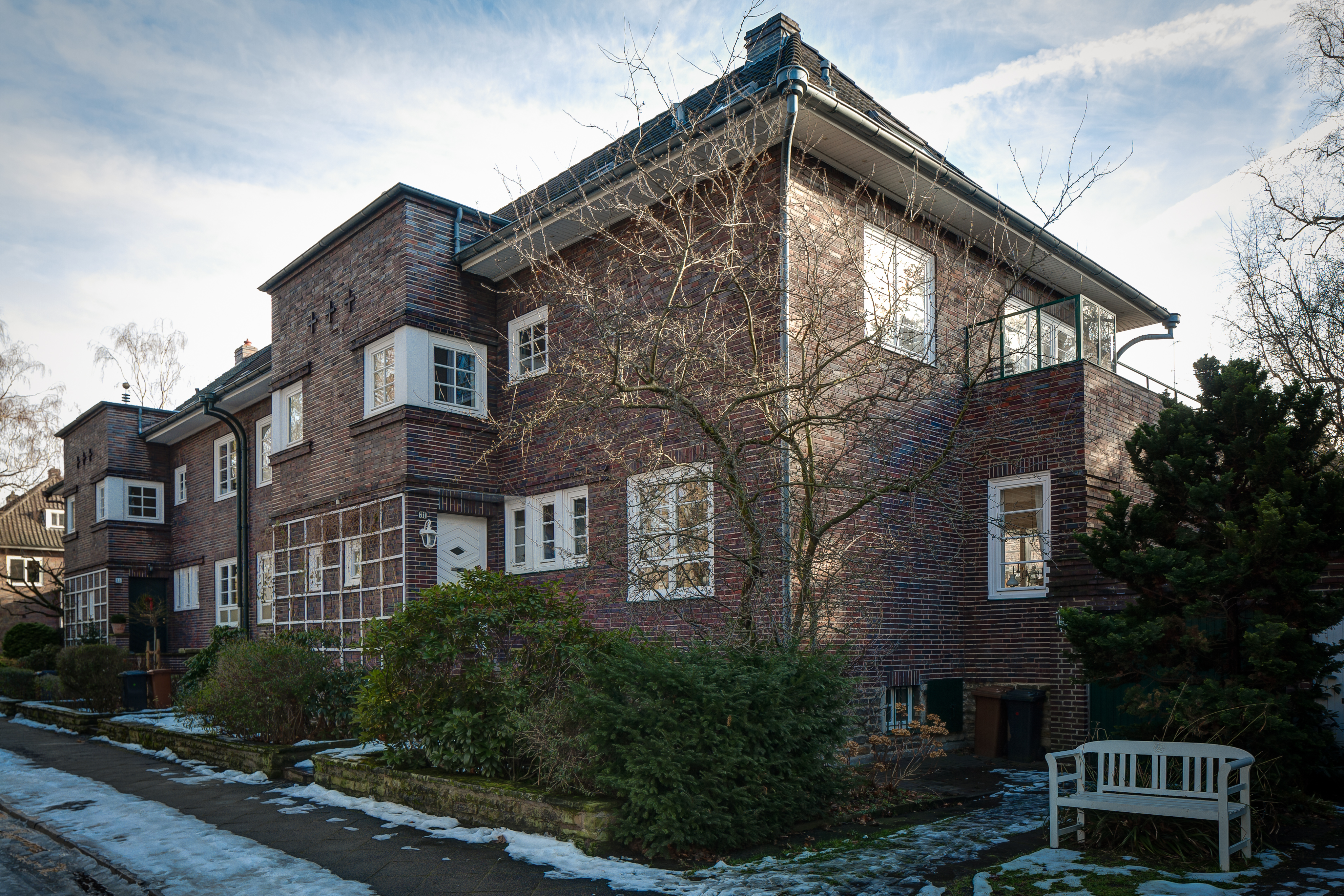
Einheitliche Bebauung in der Gartenstadt Kleefeld

Die Gartenstadt Kleefeld wurde ab Winter 1927/28 auf dem Gelände des ehemaligen Ritterguts Kleefeld erbaut. Das Gebiet durchteilen Straßen in Nord-Süd-Richtung. Bei der Planung achtete man jedoch darauf, die in Ost-West-Richtung verlaufende Hauptstraße, die Kirchröder Straße, möglichst wenig zu schneiden. Nach Norden hin trennt ein Grüngürtel entlang der Senator-Bauer-Straße das Gelände von der Bahnstrecke nach Lehrte. Die hannoverschen Architekten Koelliker und Springer führten das Vorhaben aus, nachdem sie als Sieger aus einem Wettbewerb unter 39 Teilnehmern hervorgegangen waren. Daneben berücksichtigte man die Entwürfe von Wilhelm Fricke. Ursprünglich waren ca. 600 Häuser geplant, von denen letztlich nur knapp ein Viertel entstand. Die Entwürfe sahen für die Häuser drei verschiedene Grundtypen vor, die alle mindestens fünf Zimmer und wenigstens 150 m2 Wohnfläche besaßen. Die einzelnen Häuser wurden in 2er-, 4er- oder 6er-Gruppen zusammengefasst, vor- und zurückspringende Gebäudeteile mildern die Blockwirkung ab. Gemauerte Bögen zwischen den Häusern sorgten für eine räumliche Wirkung der Reihen. Später wurden diese Bögen jedoch hinterseitig umbaut, um mehr Wohnfläche zu erhalten. Dadurch ist es nicht mehr möglich, durch die Bögen in die Hintergärten zu blicken, wodurch der ursprüngliche Entwurf stark gestört wird. Größten Wert legten die Planer auf ein möglichst uniformes Erscheinungsbild der Bebauung. Vorgeschrieben für alle Häuser waren das gleiche Baumaterial (Heisterholzer Eisenschmelzklinker), eine gleichmäßige Gesimsführung, eine gleiche Dachneigung und gleichmäßige Fenstergrößen. Die Vorgärten gestaltete man ebenso einheitlich. Die Bepflanzung vor den Häusern ging in das Straßengrün über. Die Hintergärten, oft als reine Ziergärten angelegt, folgten ebenfalls typisierten Entwürfen von Landschaftsarchitekten. Beleben sollten die Anlagen weiße Fensterrahmen, farbige Dachrinnen und Haustüren. Jede Veränderung an Gebäude oder Grundstück erforderte die Zustimmung der Stadt. In der Deutschen Bauzeitung heißt es über die Gartenstadt Kleefeld, die Vereinheitlichung sei bei größter Vielgestaltigkeit zum künstlerischen Mittel geworden. Die geradlinige und nüchterne räumliche Struktur der Anlagen entspricht der Neuen Sachlichkeit, die Fassaden der Häuser zeigen aber dennoch expressionistische Gestaltungsmittel.

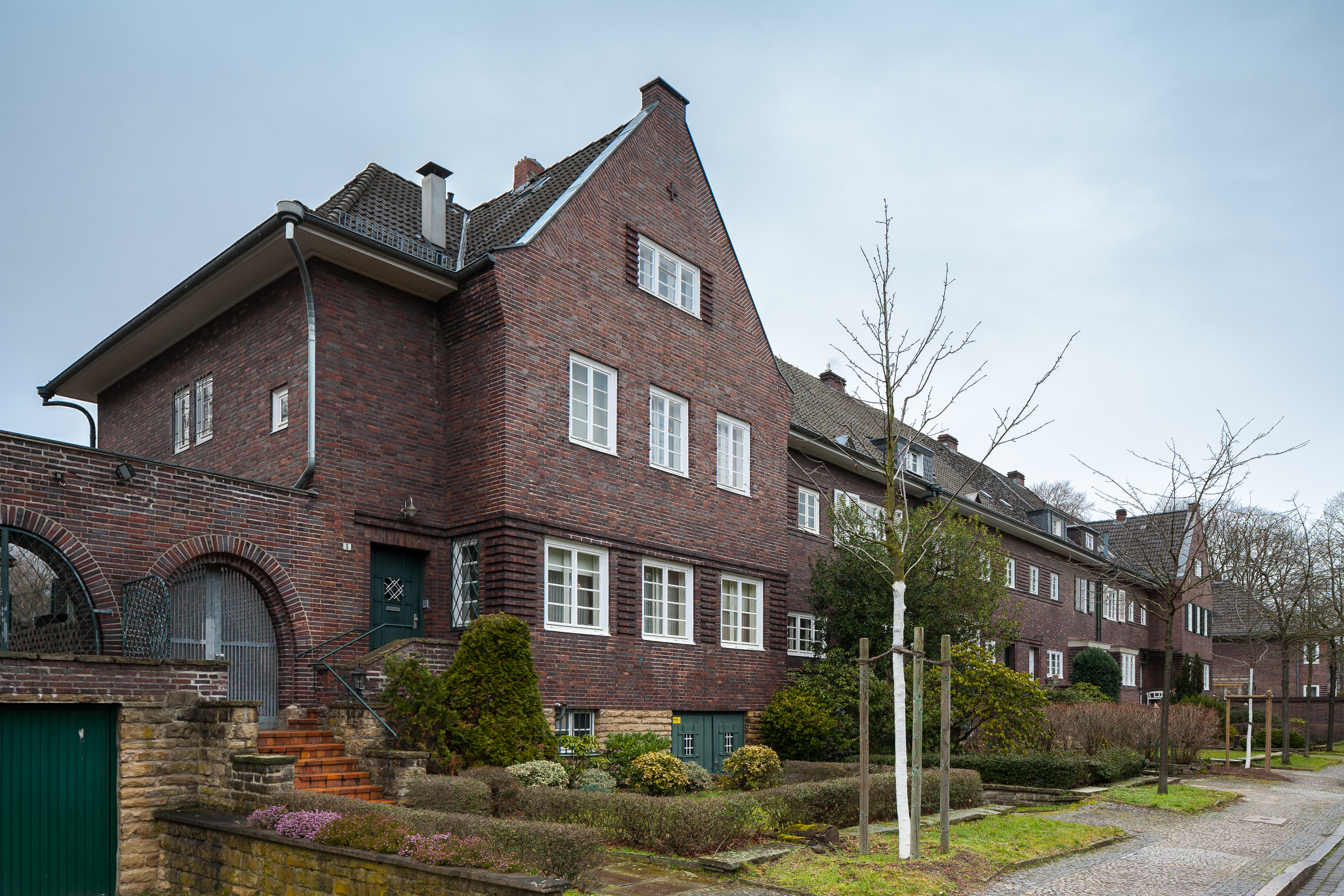
Wohnhaus an der Münchhausenstraße (Lage)
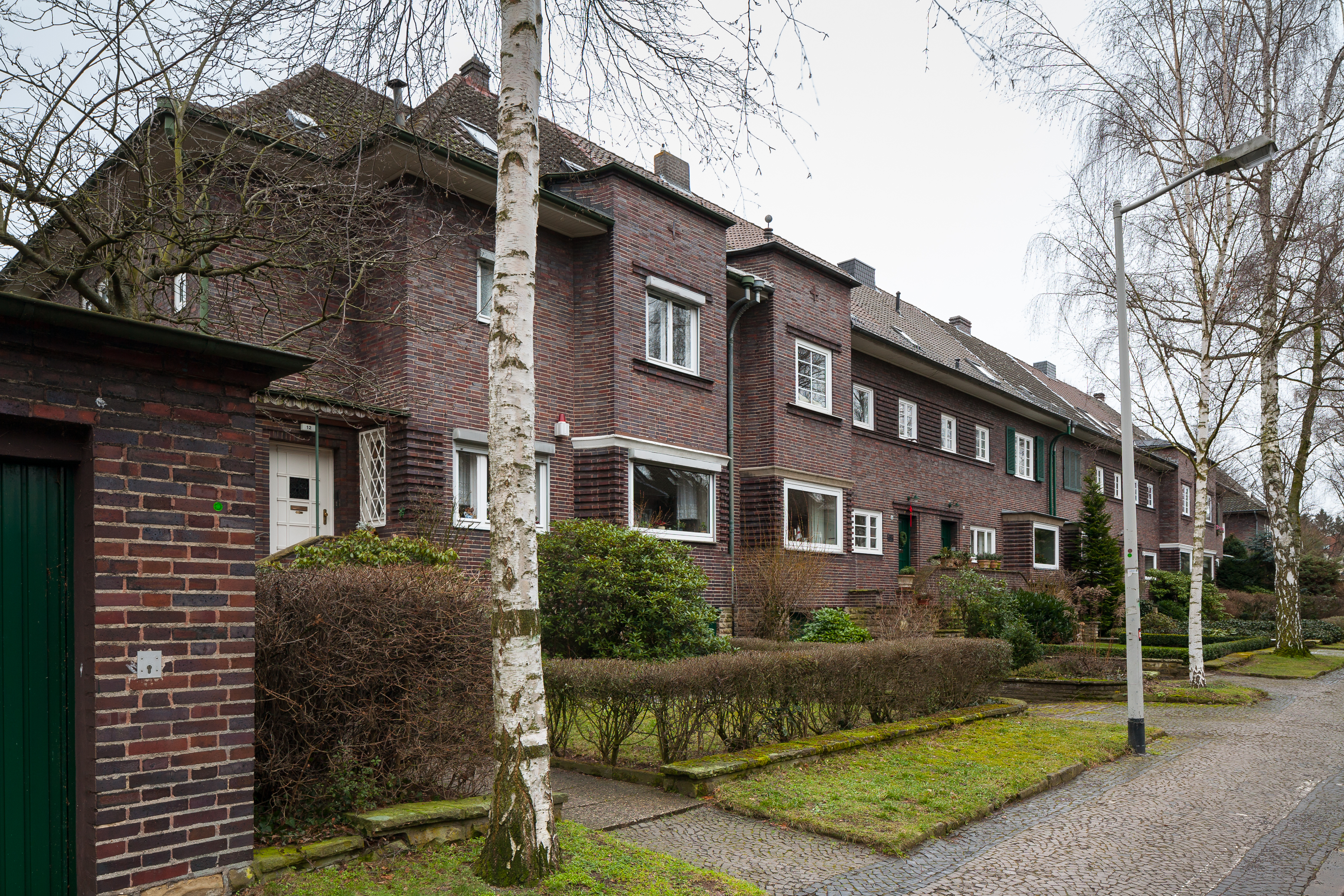
Wohnhaus an der Wangenheimstraße (Lage)
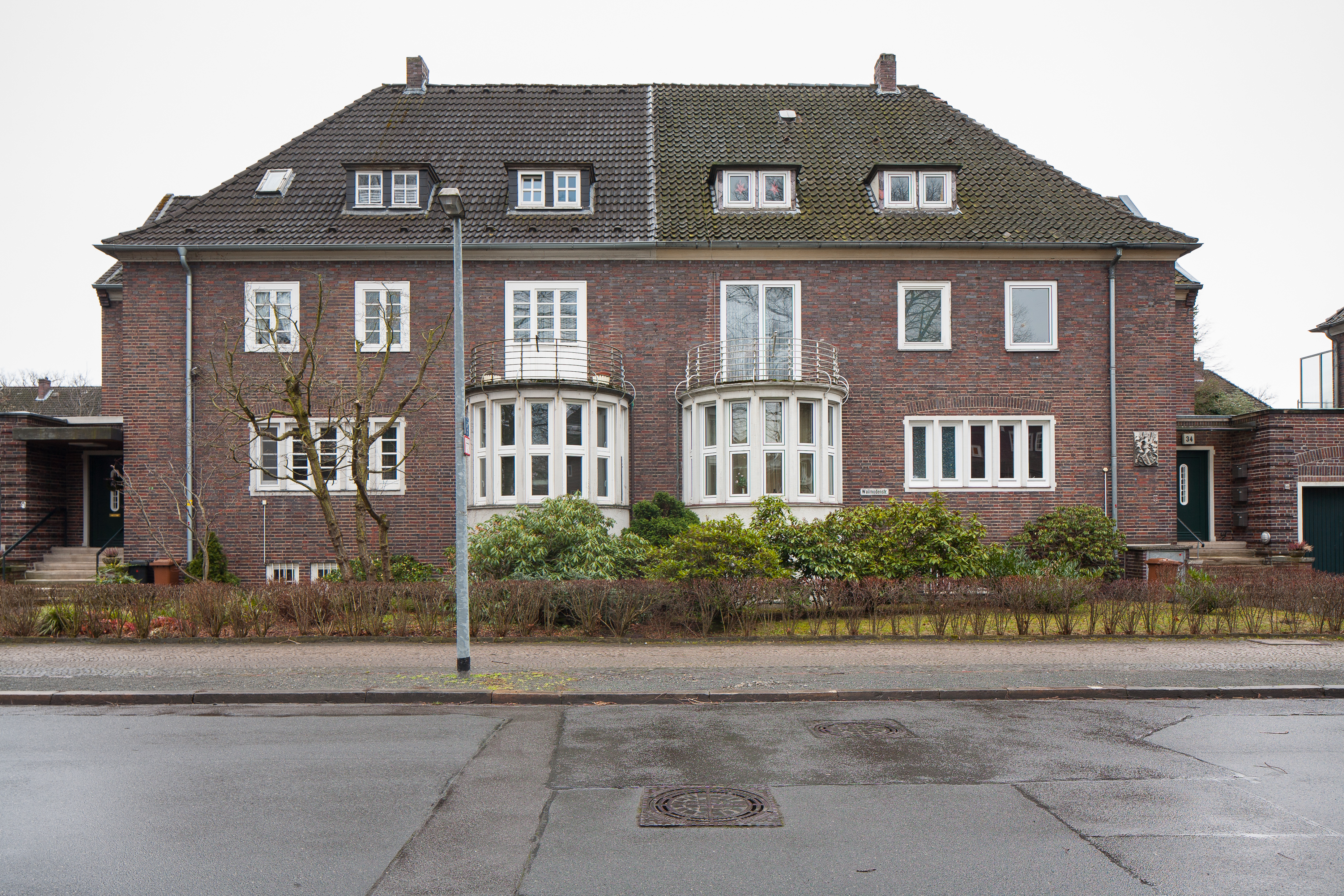
Wohnhaus an der Wallmodenstraße (Lage)

## Ehemaliges Verwaltungsgebäude der Firma Meyer in Vinnhorst

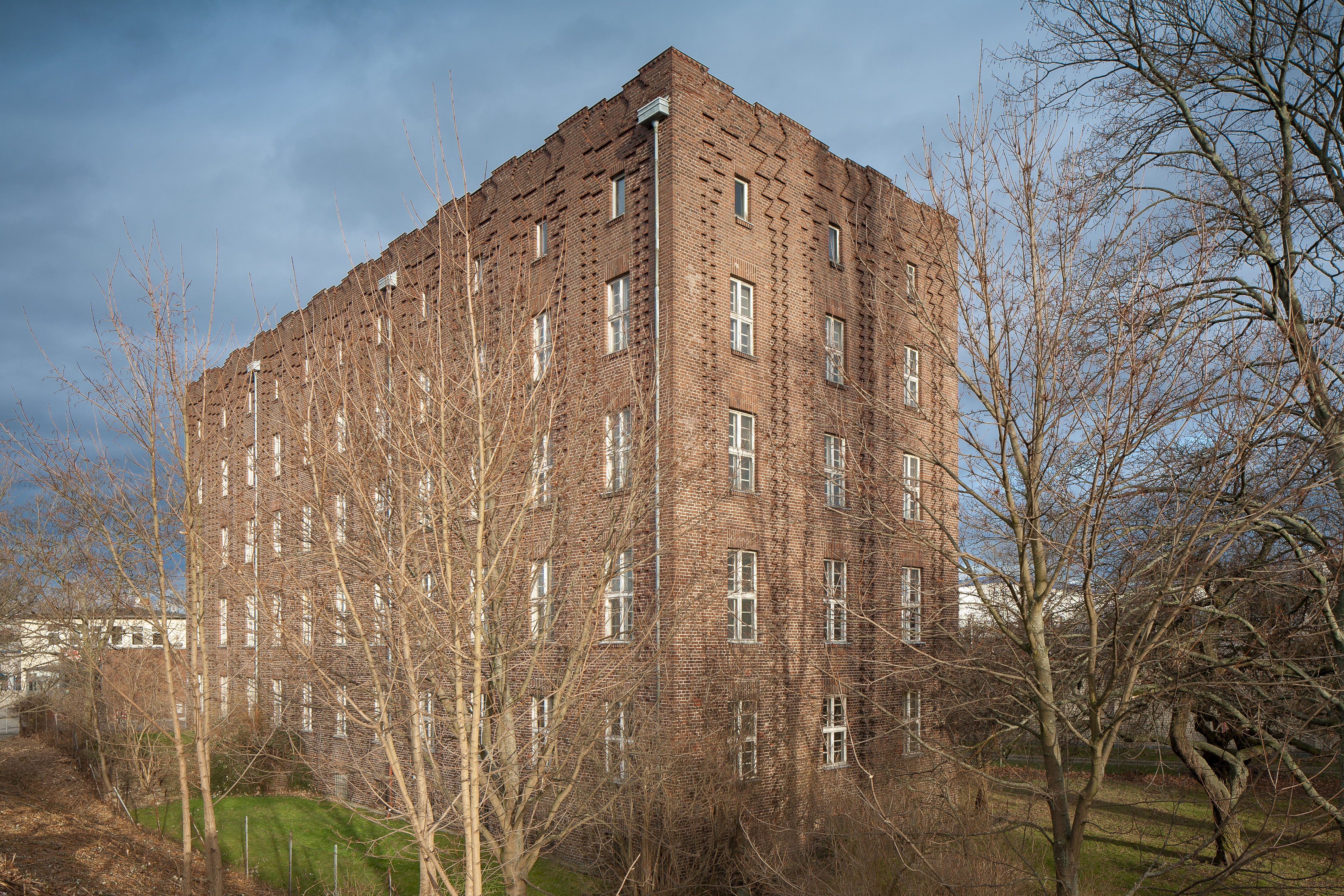
Ansicht von Südwesten

Im Stadtteil Vinnhorst entstand 1923–24 ein Verwaltungsgebäude für die Firma Gebrüder Meyer. Der Berliner Architekt Hans Poelzig entwarf das an der Beneckeallee gelegene Haus. Mehrere Quellen sehen es als Vorzeigebeispiel für den Backsteinexpressionismus in Hannover. Poelzig plante den Bau ursprünglich mit 19 Fensterachsen und einem zentralen Eingangsbereich. Da die Firma Meyer zwischenzeitlich insolvent ging, wurden nur die acht südlichen Fensterachsen inklusive des Eingangsbereiches realisiert. An der nach Norden weisenden Stirnseite findet sich deswegen nur eine glatte Ziegelwand, während die übrigen Hauswände sägezahnförmig gezackte Lisenen als Wandvorlage aufweisen. Auf Höhe des oberen Stockwerkes laufen die Lisenen auseinander. Der Bau besitzt fünf Geschosse, wobei die Fenster im ersten Obergeschoss leicht höher ausfallen als in den übrigen Stockwerken. Das oberste Geschoss wurde als Mezzanin ausgeführt. In den 1950er Jahren fanden einige bauliche Veränderungen an dem Haus statt, in deren Zuge man auch den westseitigen Eingangsbereich entfernte. Heute betritt man das Gebäude über einen windfanggeschützten Eingang auf der Ostseite. Bereits 1926 nutzte die Stadt Hannover den Bau, um dort das Alten- u. Pflegeheim des städtischen Wohlfahrtamtes unterzubringen. Ab 1950 diente das Haus als Flüchtlingssammelunterkunft und dann als Wohnhaus. Zu diesem Zweck ließ die Stadt mehr separate Wohnräume einrichten. Auch die hinter dem zentralen Eingang liegende Halle wandelte man in Wohnungen um, insgesamt ungefähr 90. Da die Wohnungen ohne eigene Sanitärräume nicht mehr heutigen Standards entsprechen, standen 2008 die meisten von ihnen leer.
Zur Zeit seiner Entstehung wurde das Verwaltungsgebäude von vielen als eigenwillig und fremd empfunden. Unter anderem störte es, dass der Bau kein Sockelgeschoss besitzt. Auch die sich nach oben öffnenden Wandvorlagen fanden wenig Anklang. Der Architekturkritiker Julius Posener, der bei Poelzig studierte, urteilte später negativ über das Gebäude:

„Das Verwaltungsgebäude (...) ist eine seiner schwächsten Arbeiten: diesmal wirklich 'Zackenstil', mit dem er einen einfachen Backsteinbau dekoriert, man kann es nicht anders nennen. Man hört ihn sich geradezu fragen: 'Wie mache ich etwas aus der Kiste?'“

Obwohl mit Hans Poelzig ein durchaus bekannter Architekt das Gebäude entwarf und es unter Denkmalschutz gestellt wurde, fanden sich 2008 in der Literatur nur wenige Informationen darüber. Die Fakten waren zudem lückenhaft und teilweise widersprüchlich.

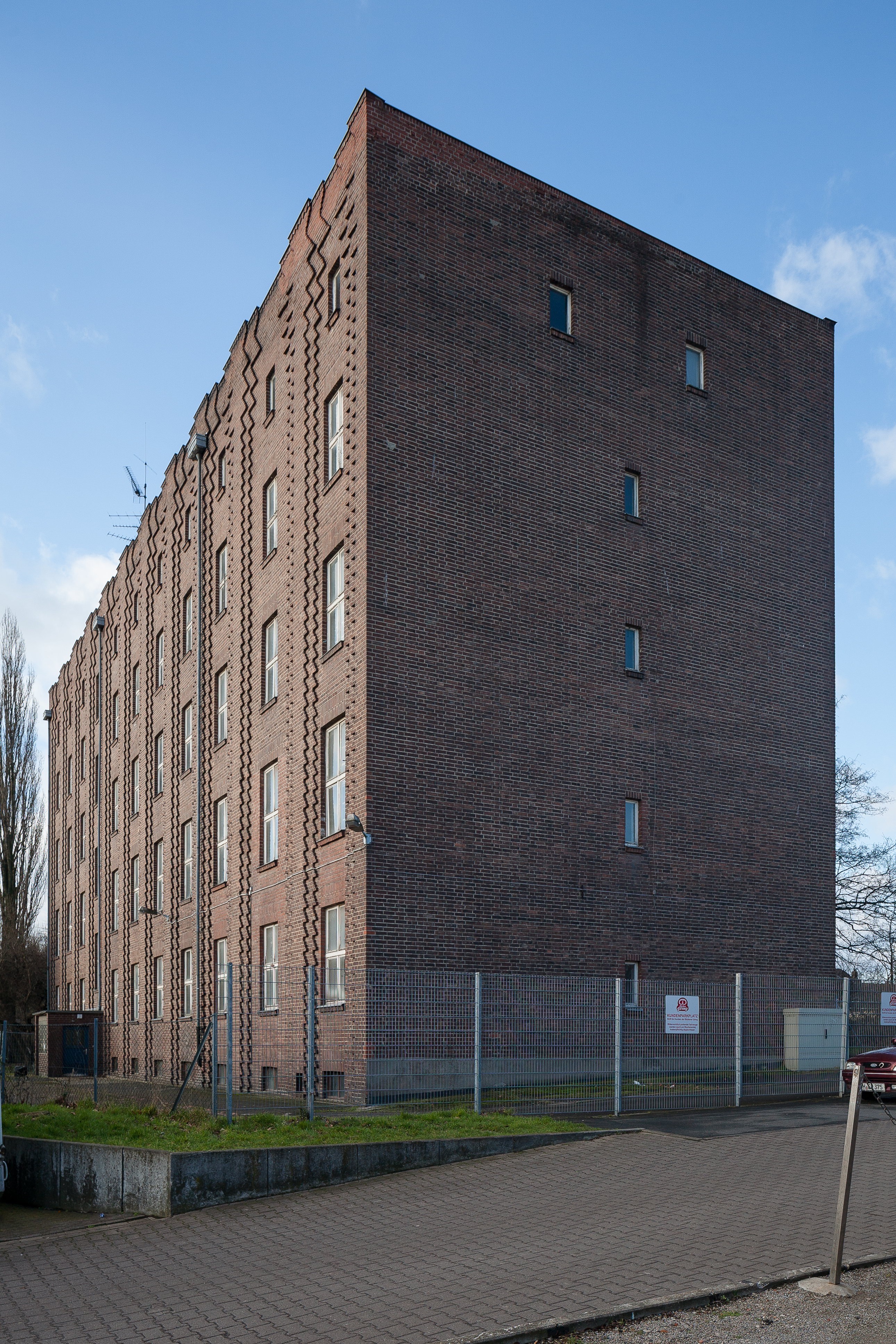
Glatte Nordfassade, links unten im Bild der heutige Eingang
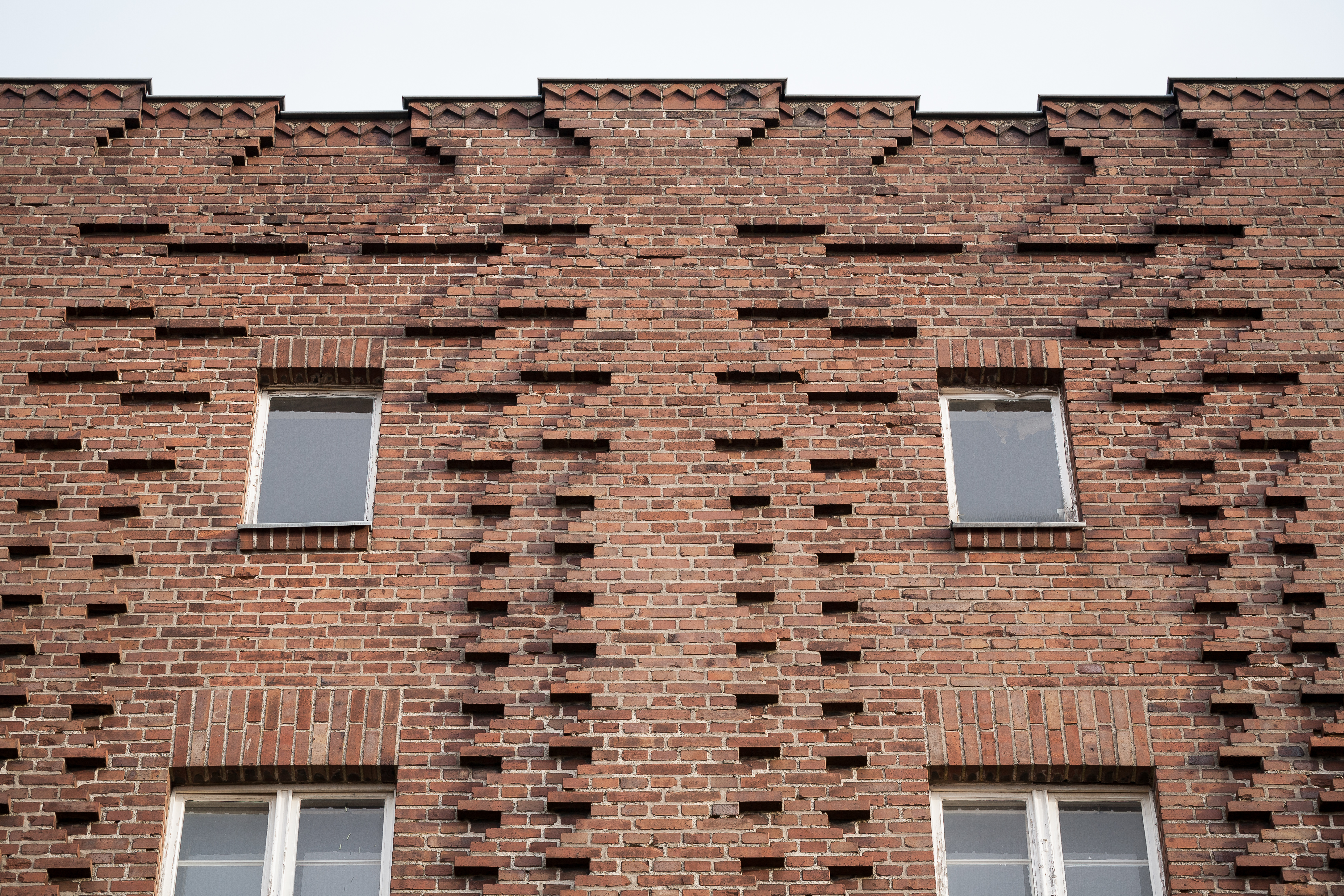
Nach oben auseinanderlaufende Lisenen
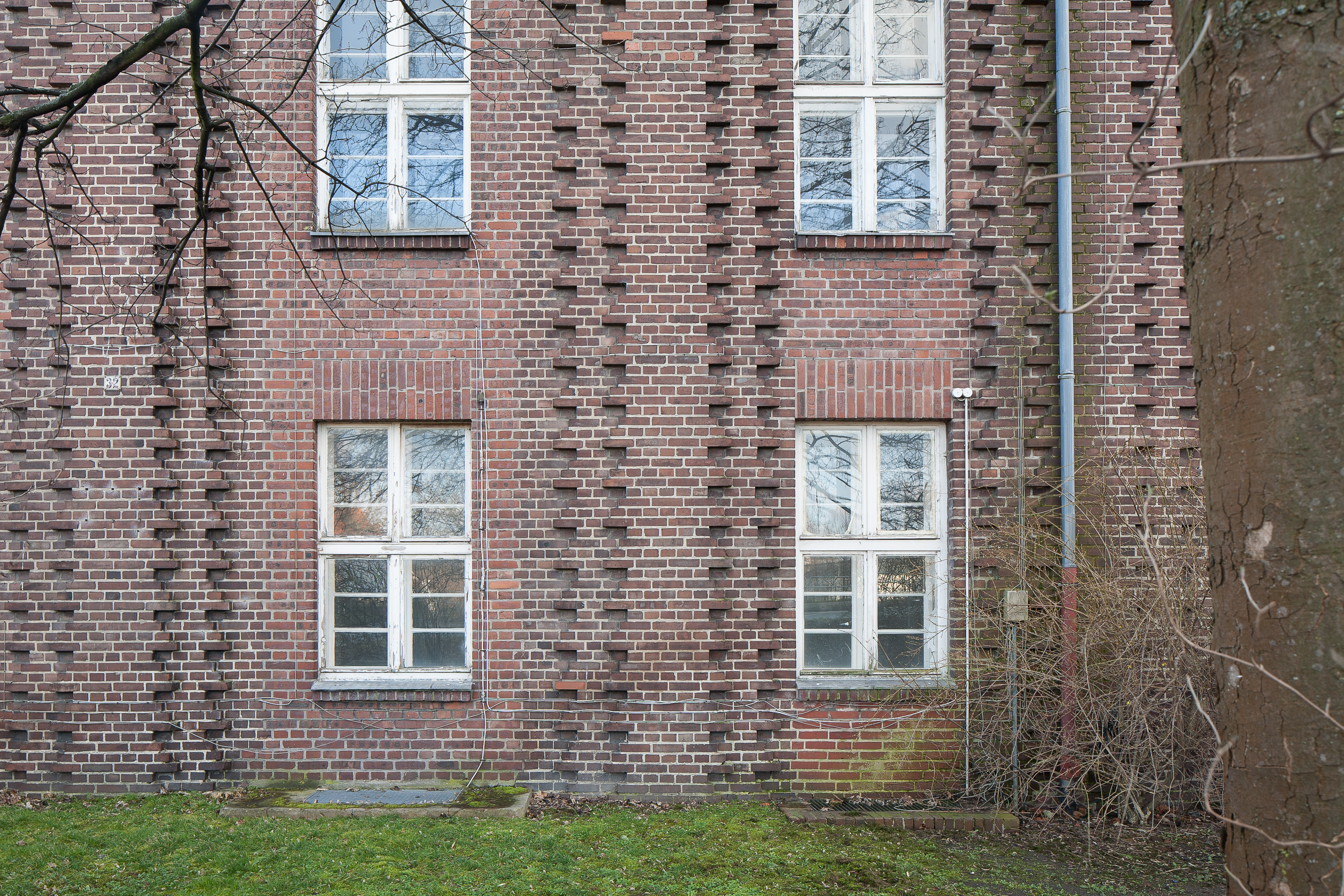
Früherer Haupteingang (auf Höhe des linken, unteren Fensters)

## Weitere Beispiele

### Vahrenwald, Hainholz und Nordstadt
Im Stadtteil Vahrenwald entstanden neue Wohnhäuser entlang der Philipsbornstraße bzw. der Guts-Muths-Straße. Die Bautätigkeiten begannen bereits während des Ersten Weltkrieges, Mitte der 1920er Jahre wurden sie auf das Gebiet bis zum Hainhölzer Friedhof ausgedehnt. Während die älteren Häuser eher durch traditionalistische Elemente geprägt werden, folgen die späteren mehr den Gestaltungsprinzipien des Neuen Bauens. An manchen Fassaden finden sich aber auch expressionistische Züge. Für den Spar- und Bauverein wurden Wohnkomplexe an der Straße Auf dem Dorn und der Guts-Muths-Straße errichtet. Weitere Beispiele finden sich in der Darwinstraße (Ecke Heinrich-Kirchweger-Platz) oder an der Petersstraße, Ecke Am Hopfengarten (letzteres Haus steht bereits im Stadtteil Hainholz). Das Gebiet unterliegt einem denkmalpflegerischen Interesse, da es den typischen Wohnungsbau der 1920er Jahre dokumentiert.
Franz Erich Kassbaum realisierte ein Gebäude für die Universität Hannover, das 1931 von mehreren Instituten bezogen werden konnte (darunter das Franzius-Institut für Wasserbautechnik). Der 120 Meter lange, horizontal betonte Bau besitzt eine monumentale Wirkung. Die Außenfassade gliedert sich in vertikale Streifen, die eine gewisse Ähnlichkeit zu Fritz Högers Anzeiger-Hochhaus aufweisen. Dennoch lässt sich das Institutsgebäude nicht unbedingt dem Expressionismus zuordnen: Die Bauzeitschrift Deutsche Bauhütte befand, das Bauwerk gehöre der Neuen Sachlichkeit an. Der kubische Baukörper und die flachen Dächer entsprächen eher dem Neuen Bauen, auch seien die Vertikalstreifen an ihrem Dachabschluss nicht expressionistisch überhöht. Dafür bewirkten die schräg vorspringenden Pfeiler an den Gebäudeecken die typische kristalline Härte expressionistischer Bauten.

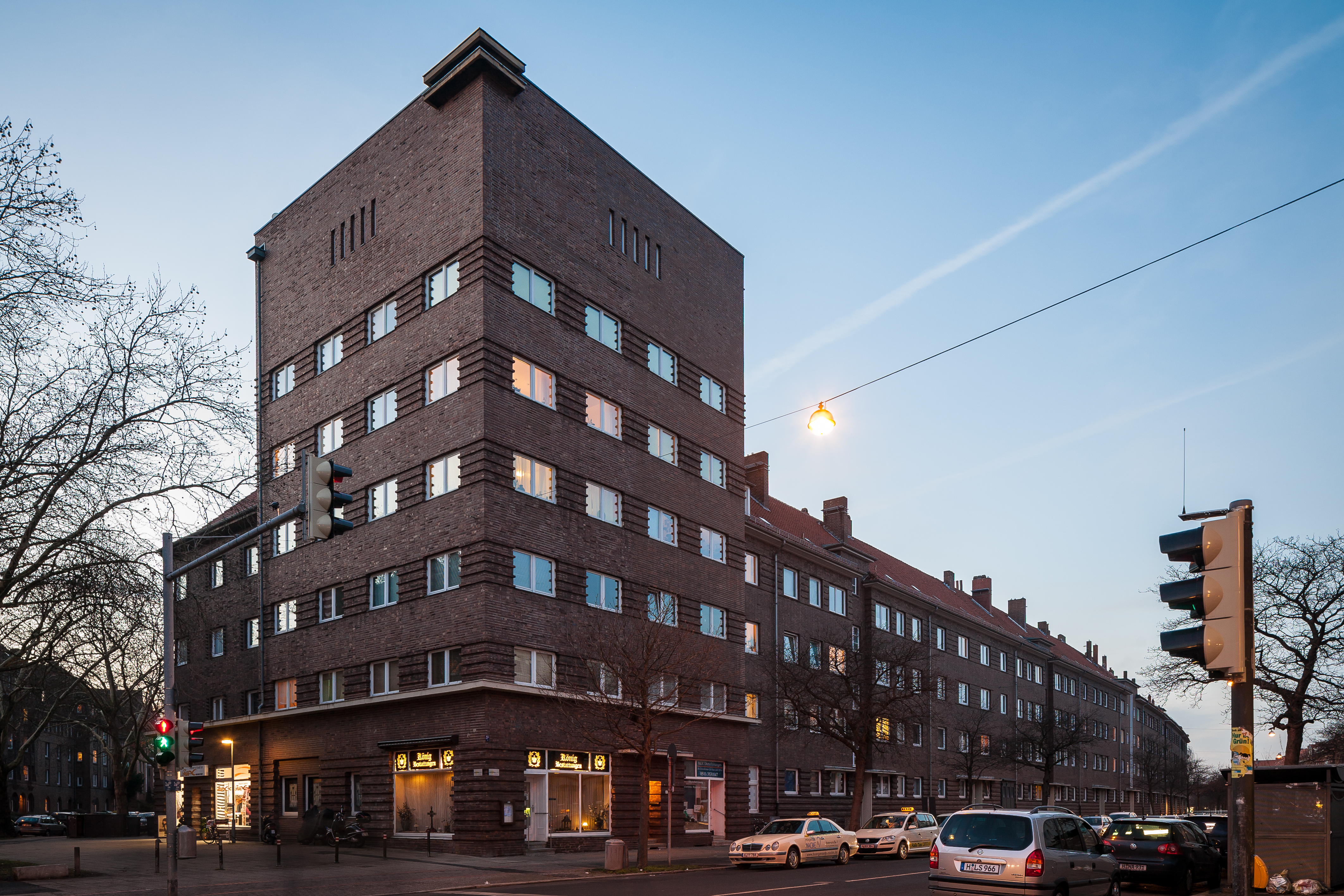
Wohnhaus Auf dem Dorn / Guts-Muths-Straße in Vahrenwald (Lage)
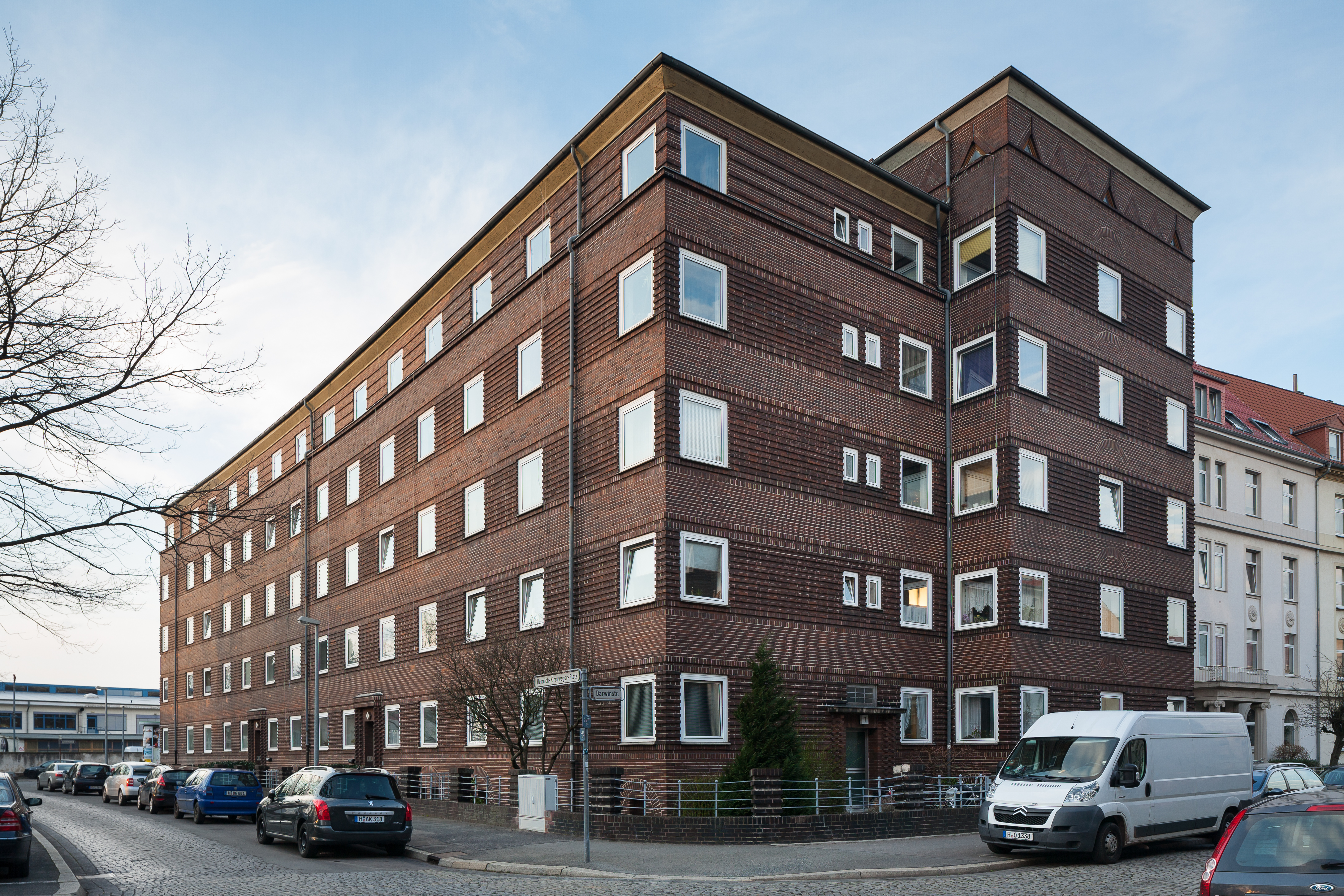
Wohnhaus an der Darwinstraße / Heinrich-Kirchweger-Platz in Vahrenwald (Lage)
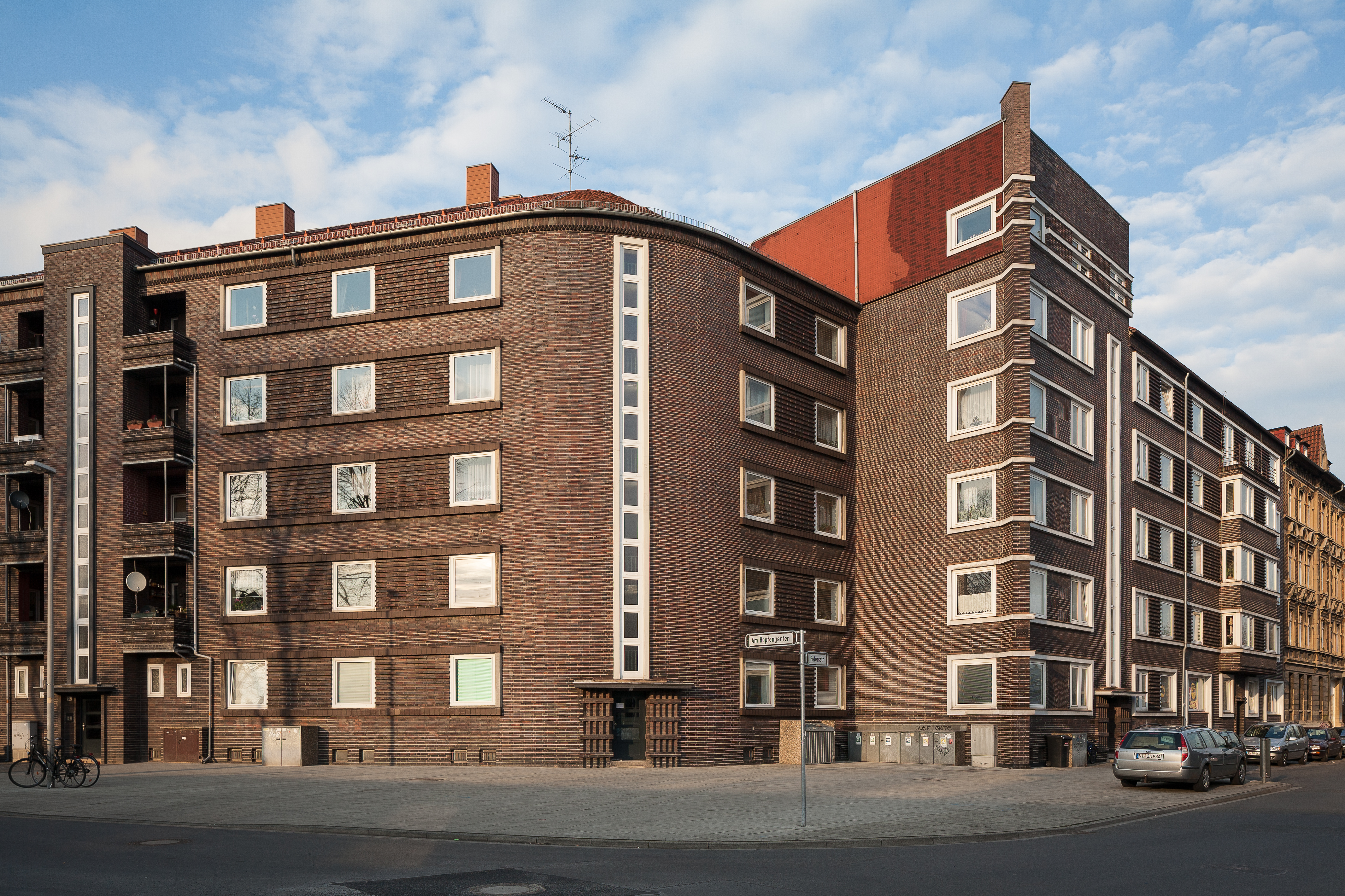
Wohnhäuser an der Petersstraße / Am Hopfengarten in Hainholz (Lage)
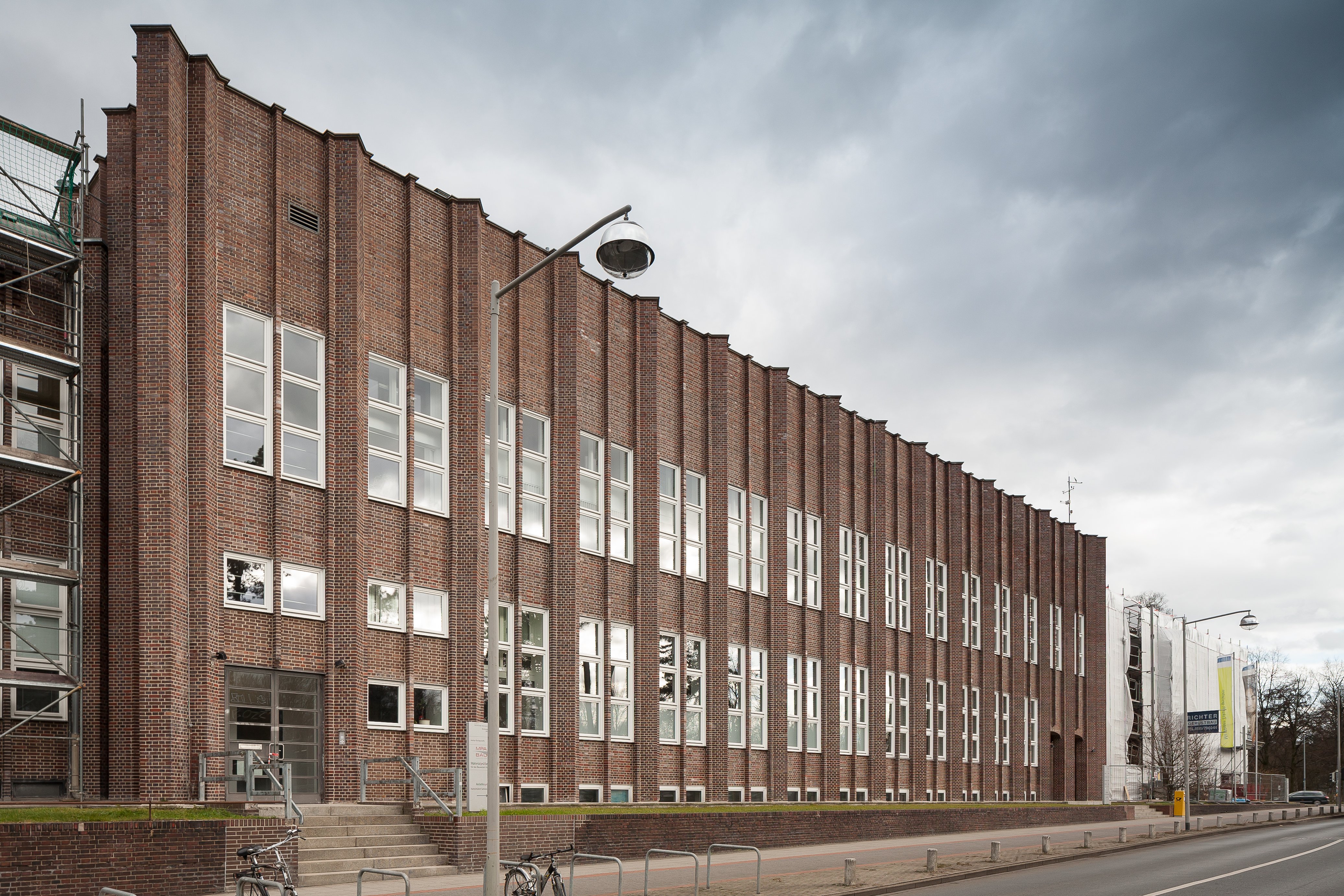
Institutsgebäude der Universität Hannover an der Nienburger Straße in der Nordstadt (Lage)

### Linden
In Linden-Nord steht an der Ecke zwischen Limmerstraße und Fössestraße das Kaufhaus am Küchengarten. Das 1927 von Friedrich Hartjenstein entworfene Gebäude war als großer Kaufhauskomplex mit Wohnungen in den Obergeschossen geplant. Wegen der Weltwirtschaftskrise gingen jedoch die Gelder aus und das Bauvorhaben musste reduziert werden. Das Haus fügt sich dennoch gut in die vorhandene Blockrandbebauung. Der Fassadenschmuck stammt vermutlich von dem Bildhauer Ludwig Vierthaler.
Fünfgeschossige Wohnhäuser mit Läden in den Erdgeschossen finden sich in der Stephanusstraße. Die mit braun-rot-violetten Klinkern verkleideten Häuser grenzen direkt an die Bebauung des Lindener Marktplatzes. Ihre Fenster wurden durch gesimsartige Objekte zusammengefasst, was die Horizontale betont. Eine vertikale Komponente geben keilförmige Erker, die sich seitlich betrachtet hintereinander staffeln. Als zusätzlicher Schmuck wirken Terrakottafiguren im Bereich der unteren Geschosse. Eine kubische Erscheinung der Baukörper erreichte der Architekt, indem er das Dach vor der Straße versteckte. Tatsächlich besitzen die Häuser Satteldächer und keine Flachdächer.
In der benachbarten Minister-Stüve-Straße entstanden ebenfalls expressionistisch gegliederte Wohnhäuser mit versteckten Satteldächern. Die Fenster sind auch hier in der Horizontalen zusammengefasst während die Treppenhäuser die Vertikale dynamisch hervorheben.

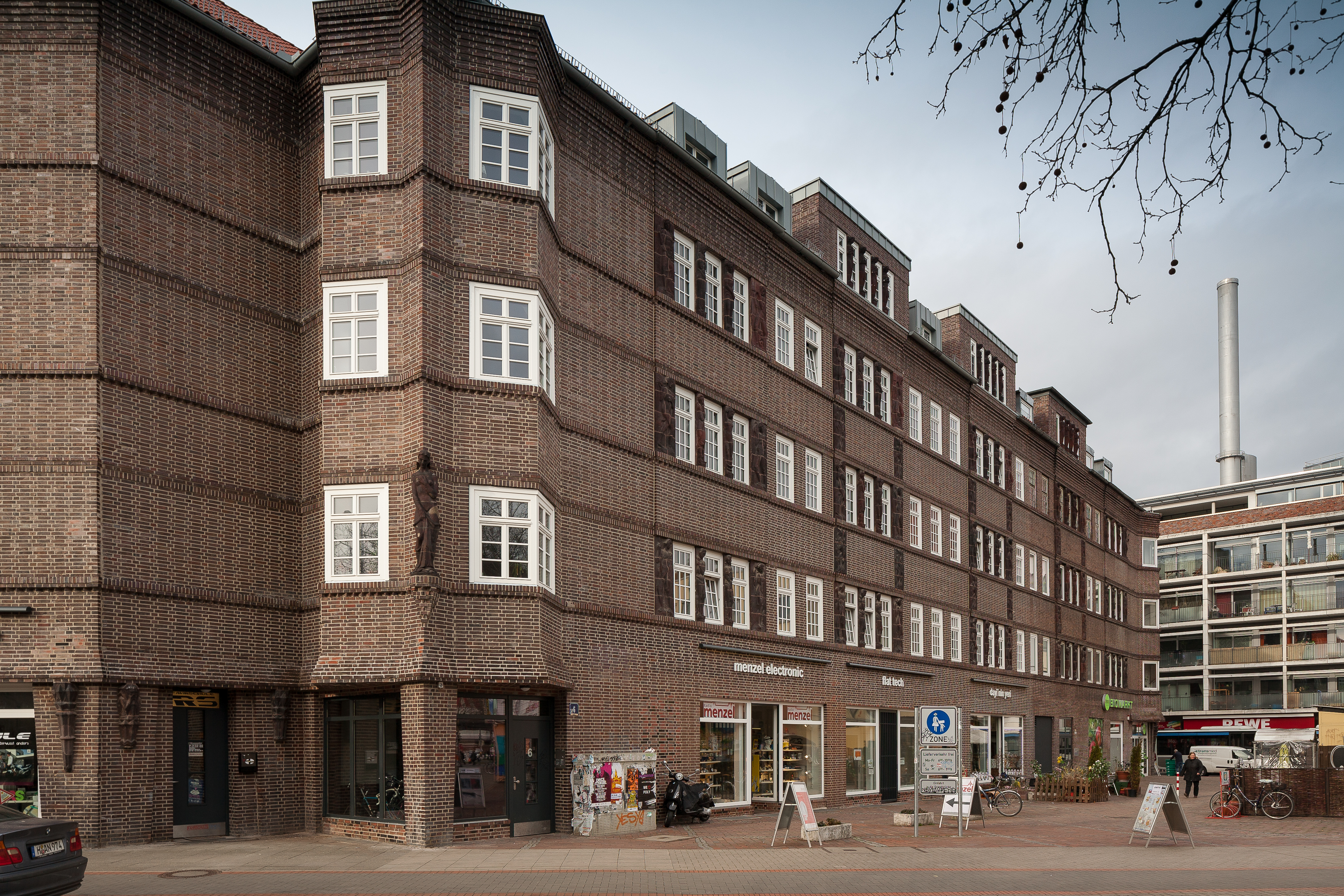
Kaufhaus am Küchengarten (Lage)
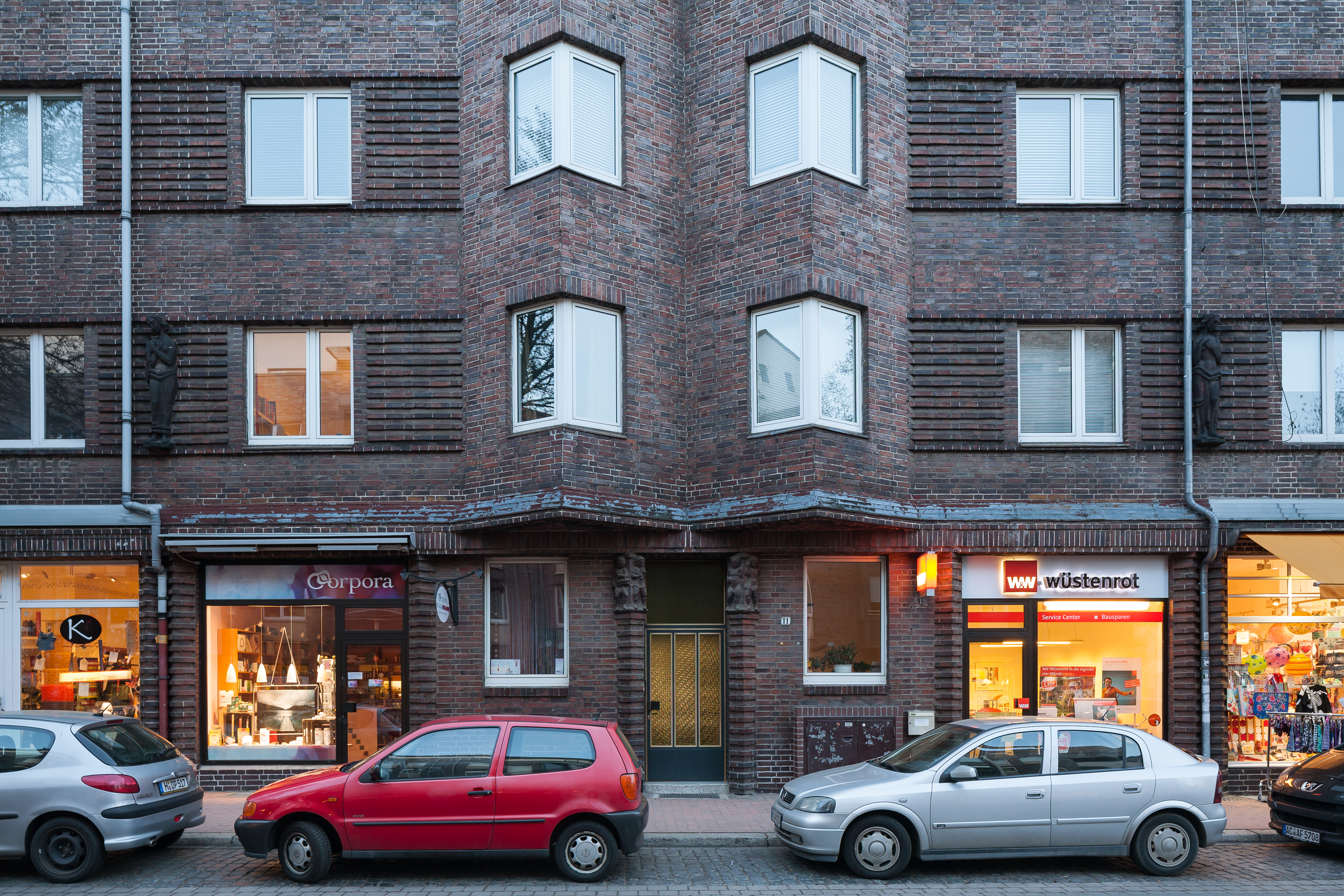
Wohn- und Geschäftshäuser in der Stephanusstraße mit Terrakottafiguren (Lage)
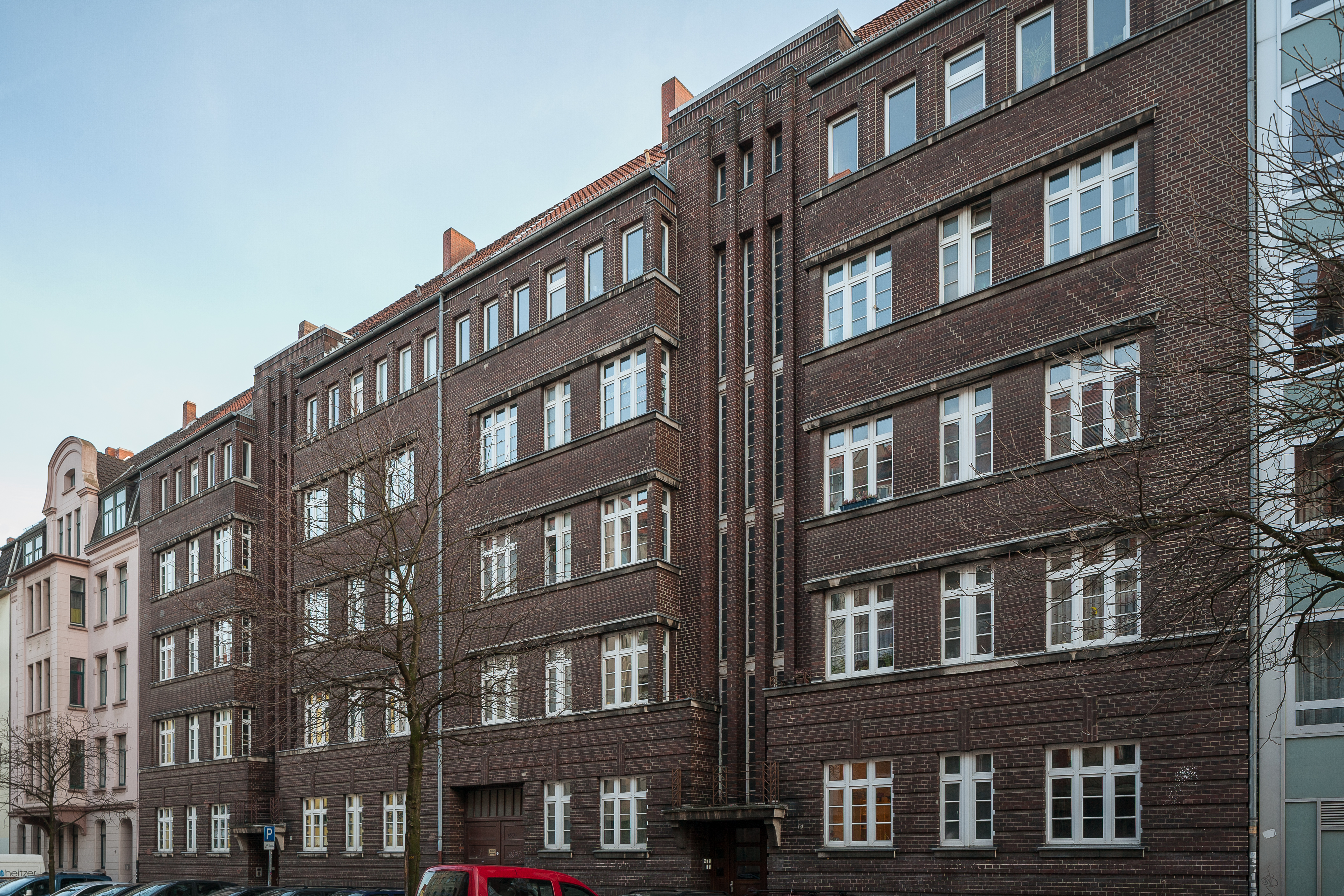
Wohnhaus in der Minister-Stüve-Straße (Lage)

### Ricklingen
Auch in Ricklingen war der Spar- und Bauverein aktiv, hier ließ er am Ricklinger Stadtweg und am Friedrich-Ebert-Platz bauen. 1927–1929 entstand dort eine geschlossene, viergeschossige Bebauung ähnlich wie in der Südstadt. Das Haus Nr. 12 weicht davon etwas ab, es hat fünf Geschosse und ragt aus der Bauflucht hervor. Dessen mittig gelegenes Treppenhaus zieren an der Fassade pilasterartig angeordnete Klinker. Als besonderes Merkmal besitzen die Häuser am Friedrich-Ebert-Platz Zickzackmuster auf Höhe der Fenster. Auffällig sind auch die Fenster in den Erdgeschossen, die allesamt Rundbögen aufweisen. Im Gegensatz zur Südstadt sahen die Stadtplaner die Ricklinger Wohnkomplexe jedoch für eine weniger einkommensstarke Bevölkerung vor. Die Drei-Zimmer-Wohnungen enthielten bereits Bad und WC, begrünte Innenhöfe sollten zum Wäschetrocknen und als Spielplätze genutzt werden.
Das portalartige Haus Gebrüder Krone steht etwas weiter südlich am Ricklinger Stadtweg. Es ist eines der bedeutendsten Einzelbauwerke in dieser Art aus den 1920er Jahren in Hannover. Zwei siebengeschossige Baukörper des symmetrischen Hauses schließen einen Mittelteil ein, der zur Straße leicht zurückversetzt liegt. Der Mittelteil hat sechs Geschosse, von denen das Erdgeschoss als dreigeteilter Durchgang dient. Den darüberliegenden Obergeschossen sind Loggien vorgelagert. Ein schlichtes Klinkermauerwerk verkleidet die Außenbauten, nur deren Attikageschosse ziert ein umlaufendes Zickzackband aus erhabenen Klinkern. Der Entwurf des Hauses Krone stammt von den Architekten Schmidt und Niendecker.

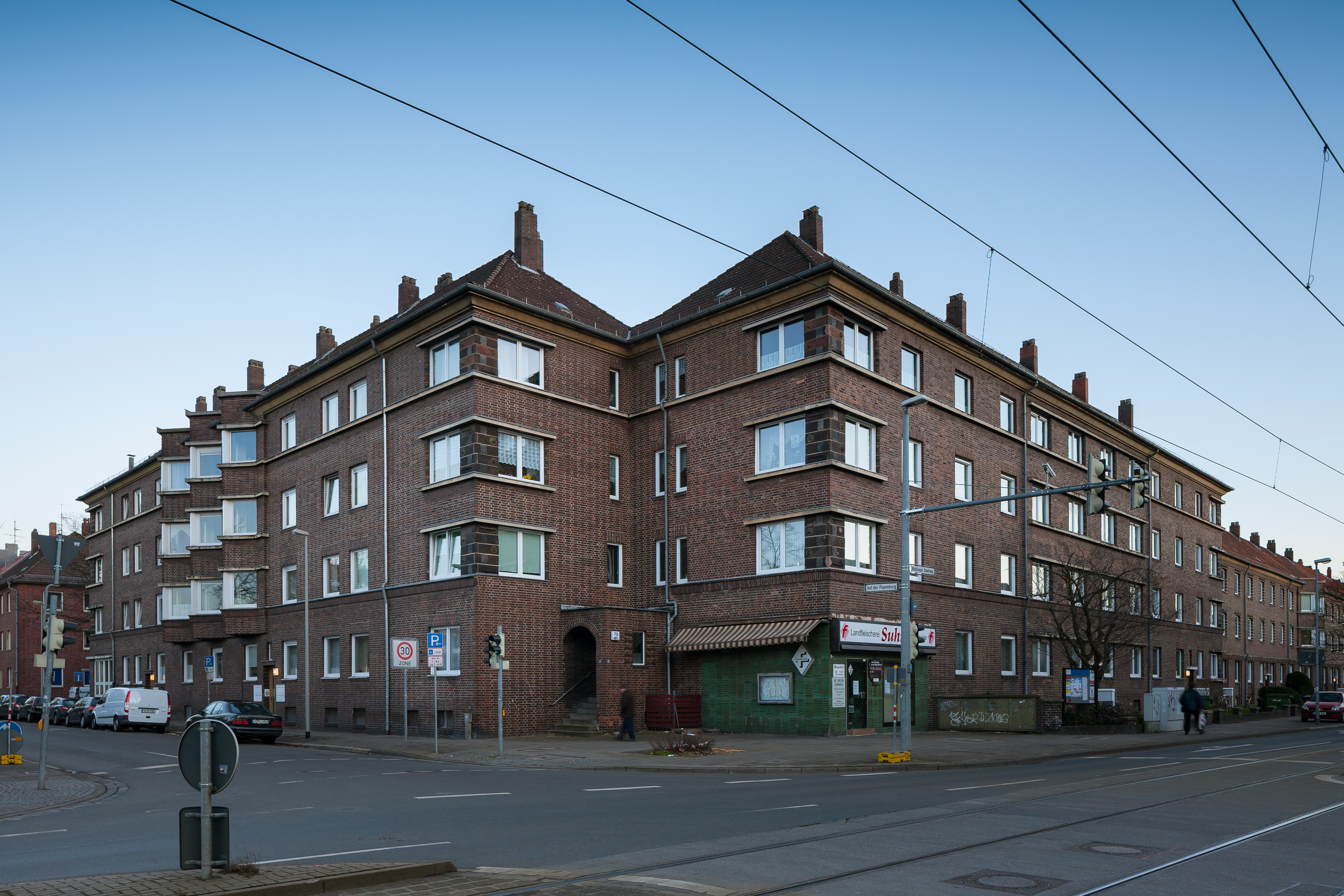
Wohnhaus am Ricklinger Stadtweg / Auf der Papenburg (Lage)
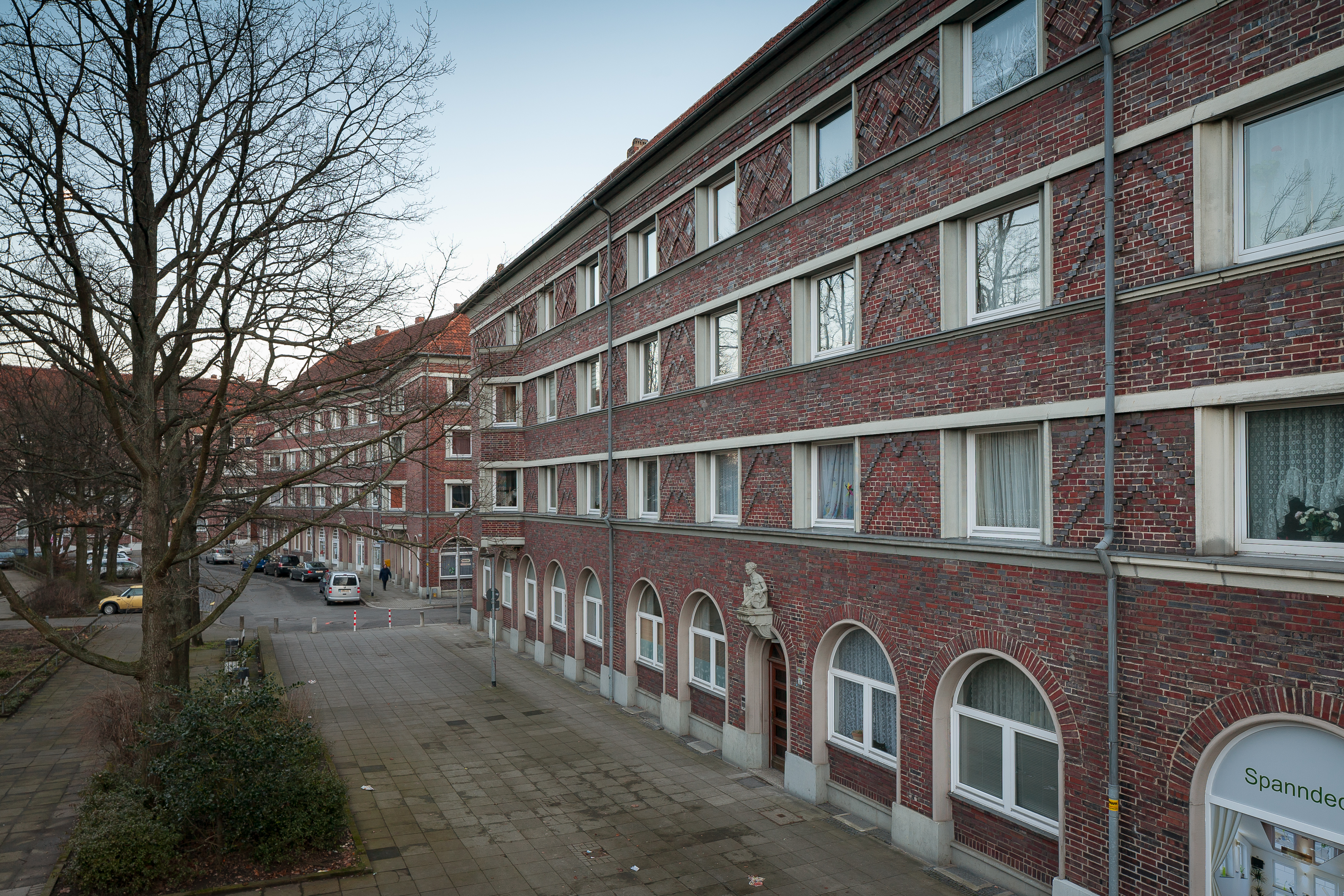
Geschlossene, viergeschossige Bebauung am Friedrich-Ebert-Platz (Lage)
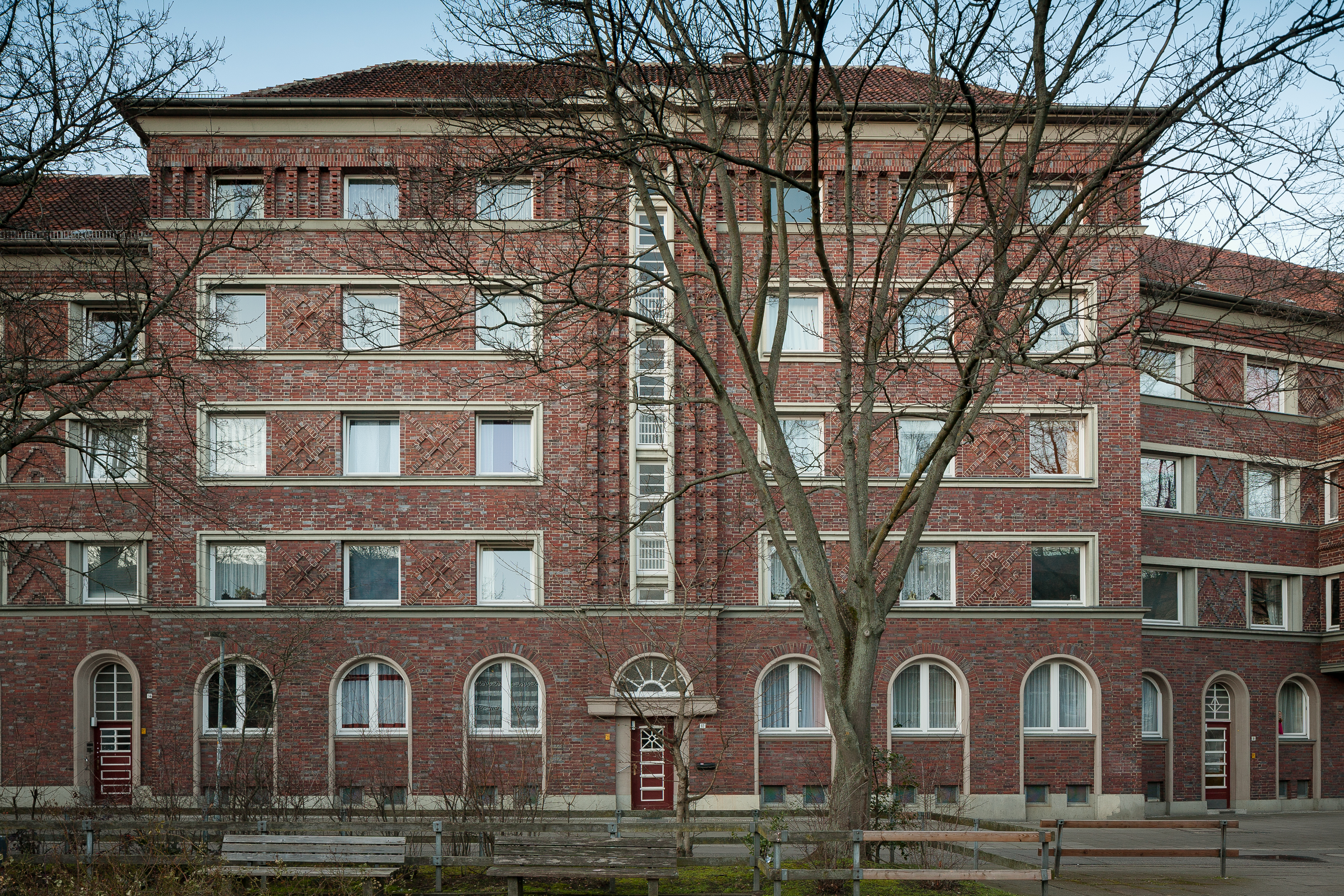
Haus Nr. 12 am Friedrich-Ebert-Platz mit pilasterartiger Verzierung des Treppenhauses (Lage)
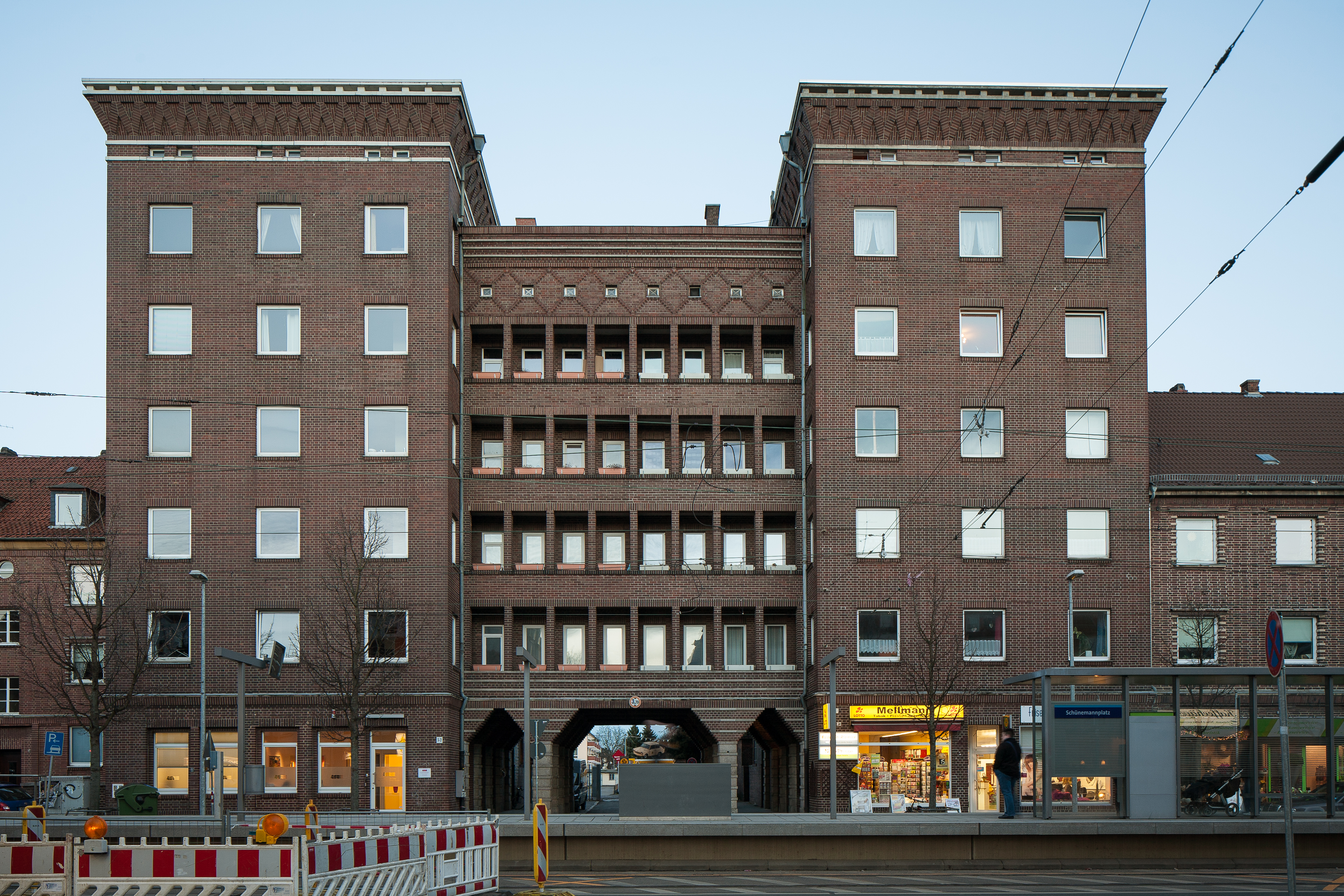
Haus Gebrüder Krone am Ricklinger Stadtweg (Lage)

### Döhren
Im Stadtteil Döhren finden sich viele expressionistische Bausteinbauten in dem Gebiet zwischen Hildesheimer Straße und Landwehrstraße, dem Landwehrfeld. Dazu gehört auch das spiegelsymmetrische Wohn- und Geschäftshaus an der Ecke Ziegelstraße / Borgentrickstraße. Es zeigt eine deutliche Vertikalstruktur, welche durch dreiecksförmige Wandvorlagen betont wird. Die Wandvorlagen laufen durch bis zum Hauptgesims im dritten Obergeschoss, darüber schließen sich hohe Giebel an. In der Mitte sitzt ein eingeschossiger Ladenvorbau, der gegenüber dem Rest des Hauses ein Stück zurückversetzt ist. Diese Anordnung sorgt für ein besonderes Spannungsverhältnis der Ecke.
Die Helenenstraße wurde als einzige im Landwehrfeld geschlossen 1930 bebaut. Die Häuser gestaltete man einheitlich: Sie haben alle vier Geschosse und sind symmetrisch aufgebaut, bezogenen auf die Mitte des Straßenabschnittes. Individuell ausgeführt sind die Eckbauten, sie ragen aus der Straßenflucht heraus. Die Eckhäuser zur Fiedelerstraße besitzen Ladenzeilen im Erdgeschoss, die Fassaden zieren horizontale Klinkerbänder. Das zur Landwehrstraße abschließende Haus fällt auf durch seine markant gerundete und verzierte Ecke.
An der Ostseite der Landwehrstraße befand sich zwischen Willmerstraße und Wichmannstraße eine Baulücke, die erst Ende der 1920er Jahre geschlossen wurde. Hier entstand ein Komplex mit zwei Baugruppen: einer an der Landwehrstraße (Nr. 40–48) gelegen, ein weiterer an der Wichmannstraße. Der Abschnitt an der Landwehrstraße besteht aus fünf symmetrisch angeordneten Häusern, die ein U bilden. Drei von ihnen liegen zurück und werden durch risalitartige Flügelbauten eingerahmt. Einmalig in der hannoverschen Architektur ist die „plastisch durchgebildete Fassadengestaltung“; interessant werden die Häuser durch die Kombination gegensätzlicher Elemente: Putz und Klinker, konvexe und konkave Formen der Erker und Eingänge.
Wenig expressionistische Architektur findet sich östlich der Hildesheimer Straße, da dieses Gebiet überwiegend erst nach dem Zweiten Weltkrieg bebaut wurde. Ein besonderes Wohn- und Geschäftshaus steht an der Peiner Straße (Nr. 23–29), das in der Blickachse der Straße liegt. Ihm kommt deswegen eine besondere städtebauliche Rolle zu.

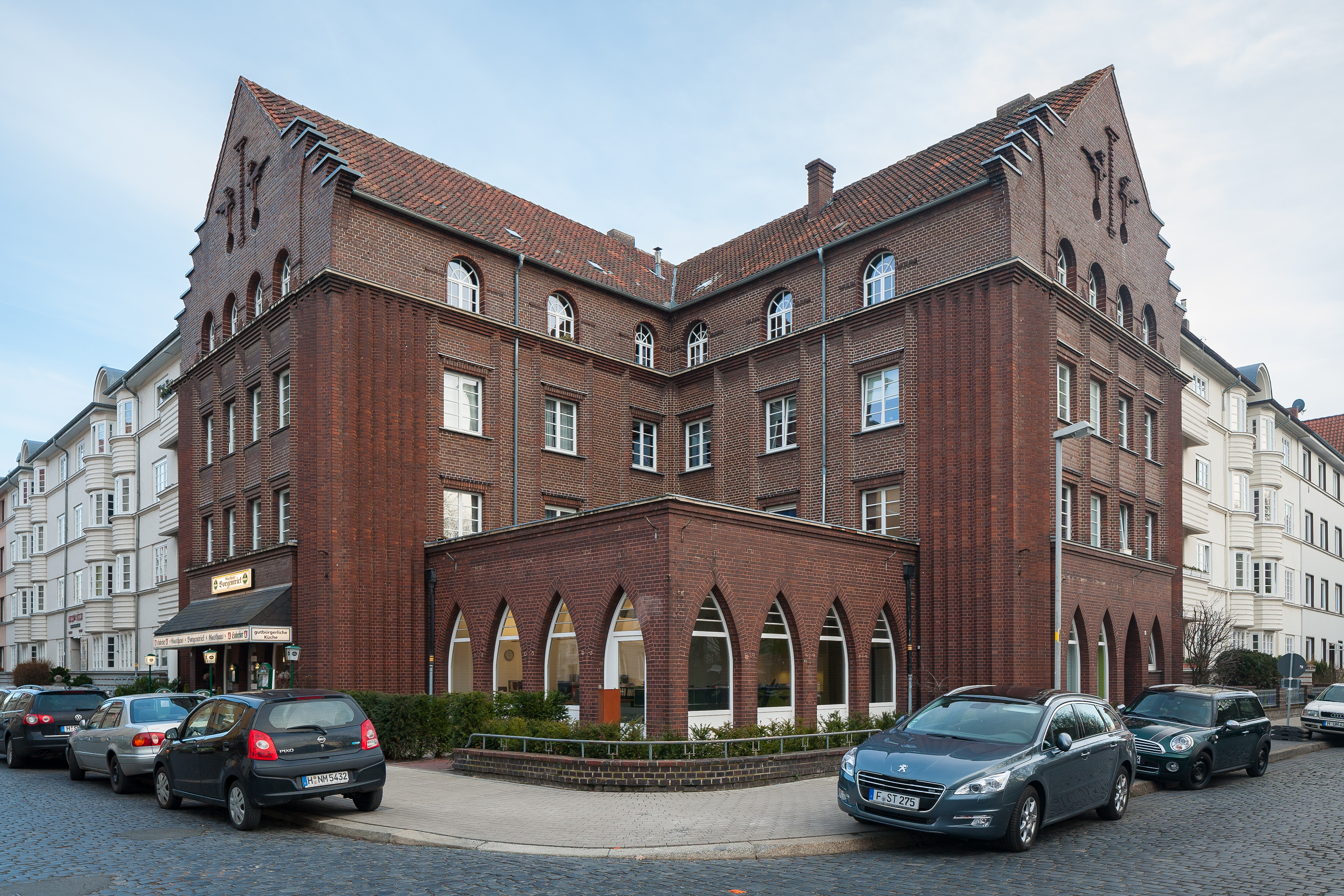
Spiegelsymmetrisches Haus an der Ziegelstraße / Borgentrickstraße (Lage)
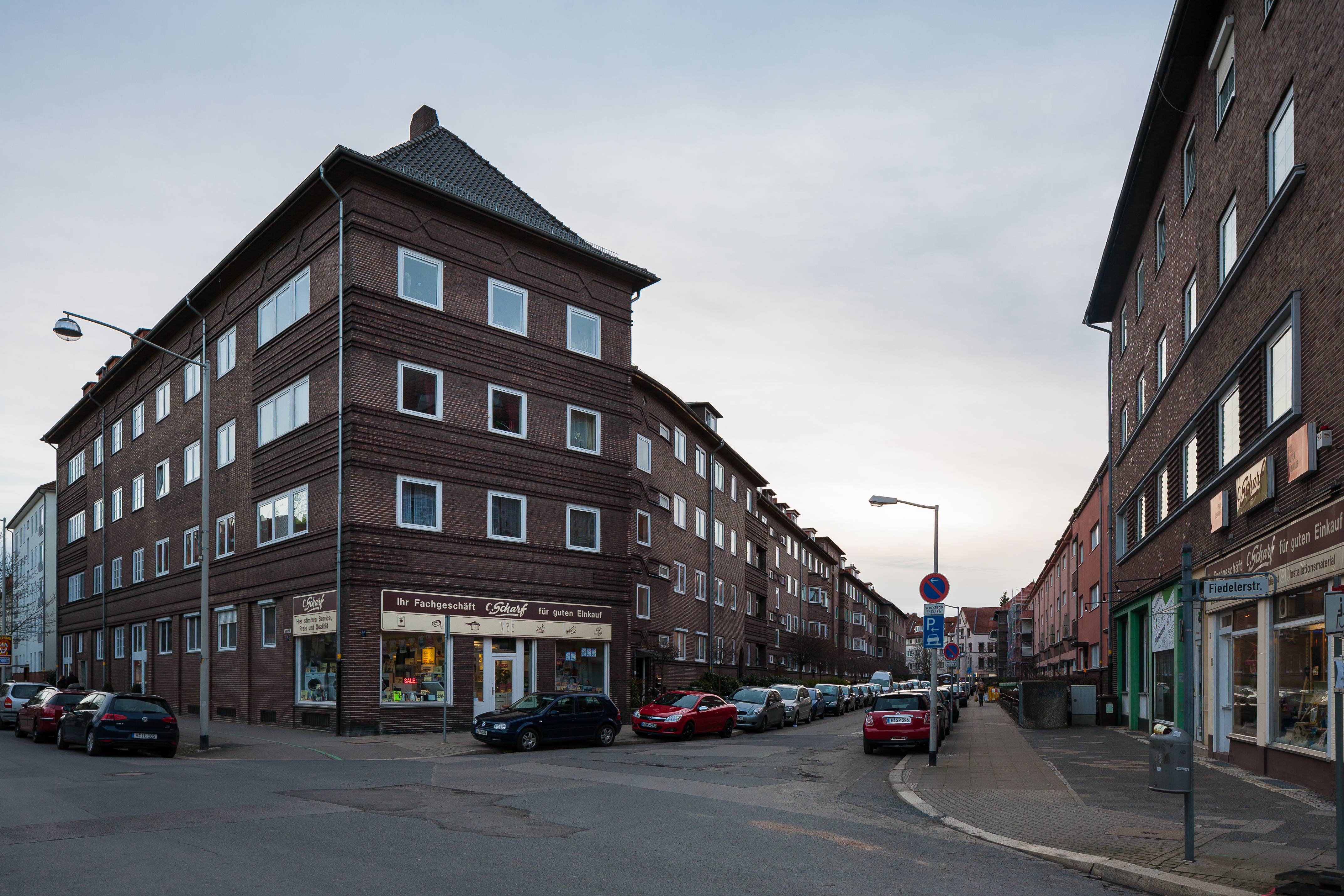
Aus der Straßenflucht herausragende Eckbauten an der Helenenstraße / Fiedelerstraße (Lage)
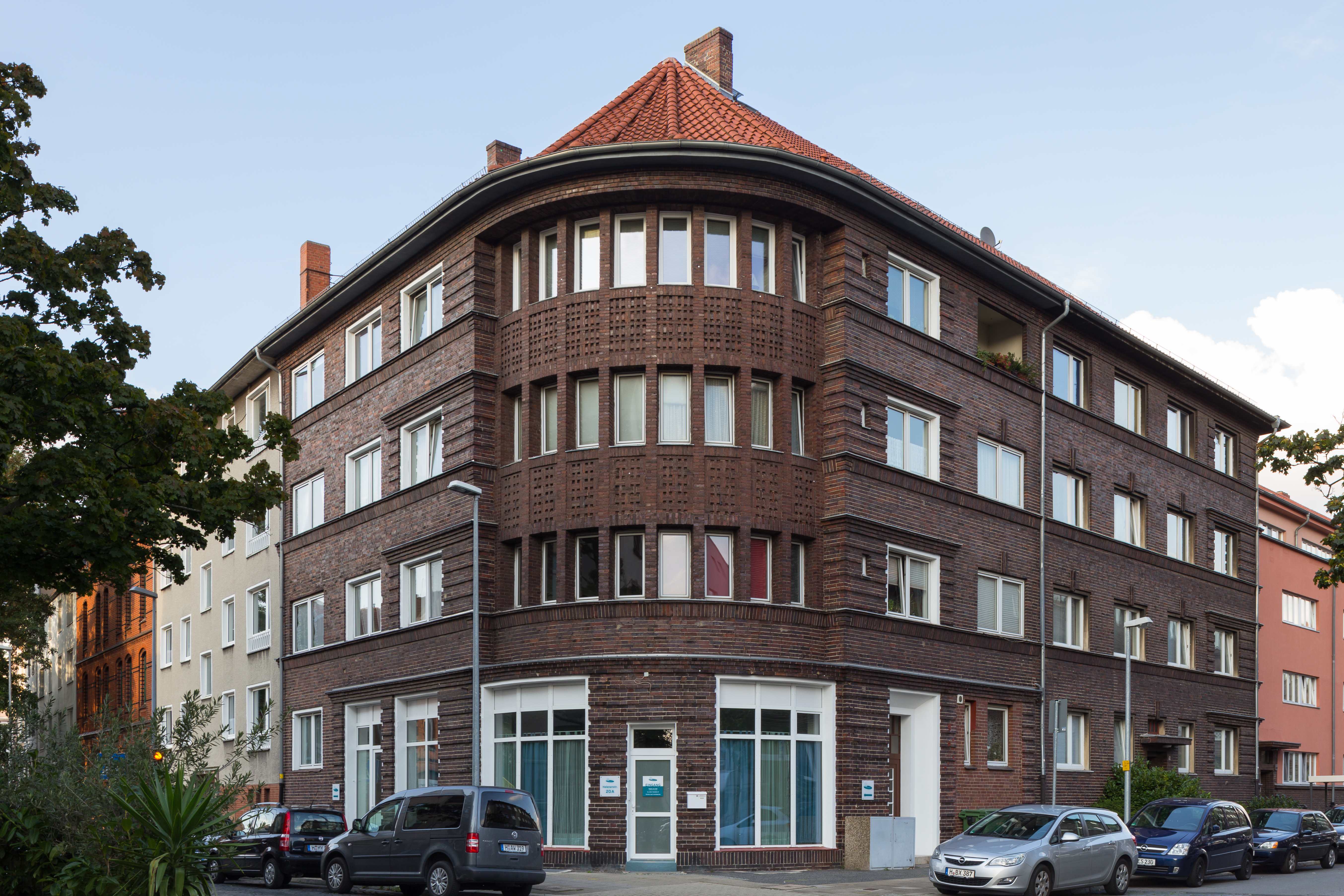
Markant gerundeter Eckbau an der Helenenstraße / Landwehrstraße (Lage)
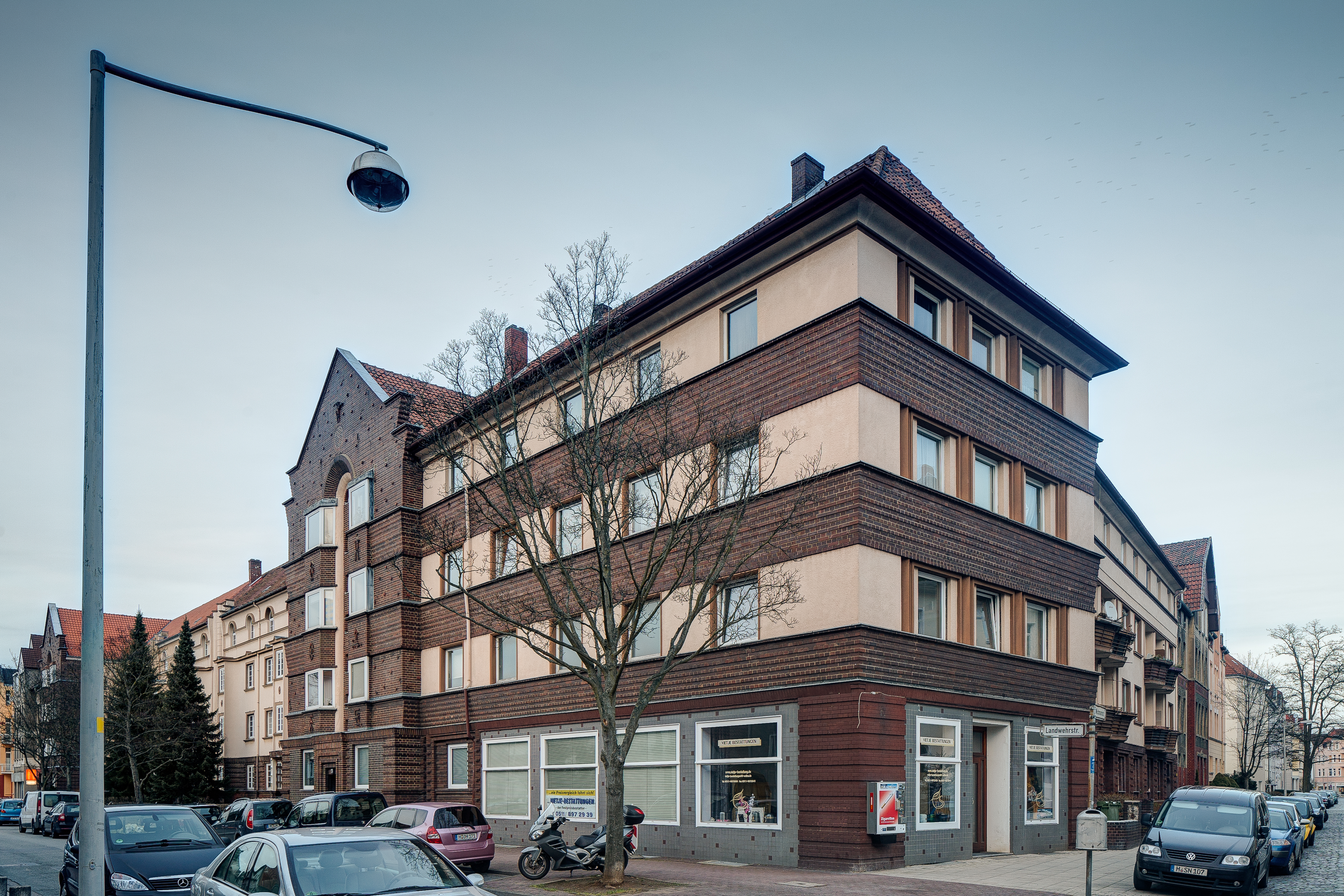
Wohnhaus an der Landwehrstraße (Nr. 40–48) / Wichmannstraße (Lage)
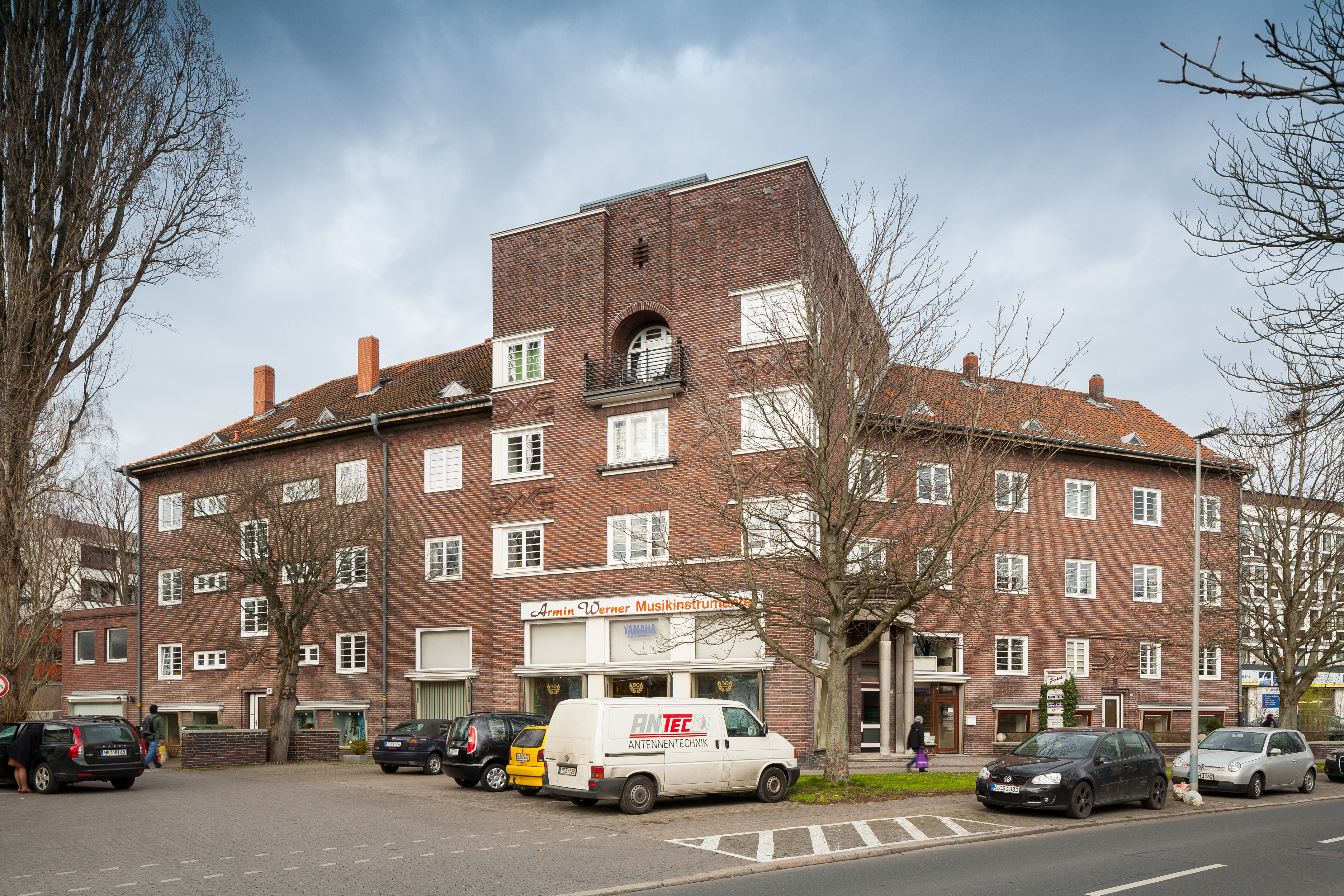
Wohn- und Geschäftshaus an der Peiner Straße (Nr. 23–29; Lage)